# グローランサーIV
『グローランサーIV』（GROW LANSER IV -Wayfarer of the time-）は、2003年12月18日にアトラスから発売されたPlayStation 2(PS2)用ゲームソフト。Best版(Atlus Best Collection)は2005年3月10日に続編であるグローランサーIV Returnと同時に発売。2011年8月18日には、新要素を追加したPSP『グローランサーIV オーバーリローデッド』が発売された。当初は『グローランサーIV オーバーロード』というタイトルの予定だったが、オリジナルを大切にしながらも新規要素を盛り込んだ新生作であるという想いや気合いが伝わらなかったため変更したことをプロデューサーの高田慎二郎が明かしている。

## 概要
ジャンルはノンストップ・ドラマチックRPG。キャラクターデザインはうるし原智志。キャッチコピーは『進化するドラマチック』。グローランサーII、IIIを継承しつつ、グローランサーIの要素も復活させた、これまでのシリーズの集大成と言える作品である。
グローランサーIと同じように、主張しない主人公の代弁者として妖精的なマスコットキャラである「使い魔」が随伴し、更には使い魔を育成する要素も追加された。そのため、従来よりも妖精キャラが可能な行動が大幅に増えている。また、フィールドマップの移動中に敵に発見されると画面を切り替えずそのまま戦闘になる等、移動方式もグローランサーIのシステムを踏襲している。その他、仲間との親睦を深める「休暇」や自分の領地を発展させるなど、グローランサーIのシステムの多くが復活している。ただし主人公のキャラメイクは存在しない（マンネリ感があったために廃止されたとコメントされているが、次回作では復活している）。
オープニングにはI以来のアニメーションが採用された。また、ストーリーの随所にはI同様にビジュアルイメージが挿入される。更に、ストーリー上の演出としてCGムービーも取り入れられている。PSP版では新規に作成されたアニメーションが多数収録されている。
世界観は、ひと繋がりであったグローランサーI～IIIとは異なり、シリーズの他作品と直接的な繋がりはない（ただし、外伝作の『グローランサーIV Return』ではIIやIIIの世界との接点がある）。
戦闘面では、グローランサーII以降と同様に「リング・ウェポン」と「魔石」の組み合わせでパラメーター強化や使用可能な特技の付与を行うようになっている。また、各キャラクターの技能の習得には、魔石を装備したうえで敵を倒して入手する「技能ポイント」を貯める必要があり、技能習得のために弱い魔石でも装備して戦う必要があるなど育成の戦略性がある。その他、シリーズで唯一「リミットアビリティー」という各キャラクター固有の特殊技が設定されており、戦闘における各キャラクターの個性付けに一役買っている。
本作のみの要素として、主人公に対する仲間の好感度の高低やイベントによって、戦闘時に仲間に指示を与えたときの応答セリフが変化する（好感度が高ければ快諾する、悲劇的な場面やステータス異常中では消沈する、など）。
PSP版では更に新キャラクターや新イベントが追加され、ストーリーも大幅に拡張されており、物語も原作のPS2版とは全く異なる展開が用意されている。PS2版と同じ結末を辿ることも可能な他、仲間達と敵対するという全く別のルートにも分岐するようになっている。エンディングは40種類以上とPS2版とは比較にならない程存在する。

## ストーリー
伝承には約2000年前に天使が現われ、人類を滅亡の一歩手前まで追い込まれた、と掲載されている。かつての高度な文明の残滓は「遺跡」という形で各地に残り、また伝承やおとぎ話として「魔法」や「人を罰する天使」の存在が語られるのみであった。人類は狩猟や農耕といった素朴な暮らしを営みつつも再び繁栄し、大陸では大国同士が覇権を争う戦乱の時代となっていた。
戦乱を糧とする「アルテン・シュヴァルト傭兵団」は、南の小島ランプラスト島での勢力争いに参加していた。だがあるとき、敵勢力の拠点で原因不明の大爆発が起き、クレヴァニールと傭兵団の団長ディクセンだけは、空に六枚の翼を持つ人影を見る。ディクセンは人影を見るやはっきりとこういった。「天使め…。」
天使の襲撃の余波を受けた傭兵団は各々船で逃げ出すも、無事に港に辿り着いたのは団長らの一隻のみ。兼ねてより天使の存在を知っていたディクセンは傭兵団の解散を決め、クレヴァニールに自分の旅についてきてほしいことを告げるも、その最初の目的地で謎の敵の急襲を受け、亡くなってしまう。クレヴァニールと、彼の部下・レムスは、ディクセンの遺した言葉を解き明かすべく、旅に出る。
「クレヴァニール。お前こそが天使を倒すカギなのだ。」

## システム
主に本作より追加されたシステムを記す。本作のシステムは同シリーズの他作品に比べて独自のものが多い。

### RMS
リアルタイムミッションクリアシステム。シリーズで御馴染みの戦闘システムをより強化したもの。II以降同様、イベント戦闘では成績に応じて三段階の評価がされる。勝利条件の他、隠された条件も完璧に満たして勝利した場合は「MISSION COMPLETE」。完璧ではないが、無難に勝利した場合は「MISSION CLEAR」。辛うじて敗北条件は満たさなかったという程度の場合は「MISSION FAILED」となり、良い成績ほど良い報酬が手に入る。ちなみに「MISSION COMPLETE」時は仲間達の好感度が上昇する。
今作ではイベント戦闘時にタイマーが表示され、常にカウントダウンが進むようになっている。タイマーは50から始まり、-50で停止する。この数値が多い時ほど多くの経験値や良い戦利品が獲得出来る。戦闘終了時のカウントが0〜-49の場合は例えそれ以外の条件を満たしていても「MISSION CLEAR」以下に、-50なら無条件で「MISSION FAILED」となる。カウントダウンの速度はミッションの難易度によって異なる。

### 活躍ポイント
キャラクター毎に設定される、戦闘中の活躍度を表したポイント。具体的には、クリティカルを出したり、敵にトドメを刺したり、攻撃を防いだりと、戦闘において活躍すると上昇し、戦闘不能になると減少する。戦闘終了時にはこのポイントが清算され、多ければ多いほど経験値にボーナスが付く。

### MY CITY
『グローランサーI』より復活したシステム。物語が進むと主人公の町を持つことが出来る。名称は自由に設定可能。最初は更地で何も無いが、人材を集めることで美術館や劇場、レストラン、闘技場、隠しダンジョンなどが建ち、発展していく。『I』では行楽地扱いでストーリーに絡む事は無かったが、今作では文字通り主人公等の拠点となる重要な町である。休暇も主にここで過ごすことになる。

### 休暇
同じく『グローランサーI』より復活したシステム。冒険がある程度進む毎に休暇を取ることが出来る。MY CITYかマーキュリアの町で過ごすことで英気を養うと共に仲間達との親睦を深める。休暇を取らずに進めることも出来るが、一定までストーリーを進めると強制的に休暇を取ることになる。ストーリーやサブイベントの進行具合でさまざまなイベントが発生し、仲間達の好感度が変動すると同時に、エンディングの条件にも繋がっていく。MY CITYでは仲間を誘って遊びに行くことも可能。イベントの大半はMY CITYに用意されているが、マーキュリアにも重要なイベントは存在する。

### 使い魔
シリーズお馴染みのマスコットキャラ。今作では所謂「妖精」ではなく「使い魔」として登場する。誕生前に幾つか設定する項目があり、それに応じて初期パラメーターとタイプが変動する（今作におけるキャラメイクのようなもの）。タイプは三種類（PSP版では一種類が追加）で、外見も性格も発生するイベントやエンディングも全く異なる。
使い魔はパラメーターを保持しており、それらに応じてスキルを習得していく。パラメーターはドールハウス内でトレーニングを行なう事で変動する。トレーニングはドールハウスのエネルギーが無くなるまで可能。エネルギーはミッションをクリアするか添加物を使用すると回復する。また、ドールハウス内では使い魔のコスチュームを変更することも出来る。PSP版ではトレーニングの残り回数が表示されたりと改善されている。
スキルはダンジョン内の宝箱を数える、戦闘中に敵に反撃したり主人公を守る、仲間の好感度を調べる、主人公の性格を判定する、ストーリーの進行状況を知らせる、買い物の際に値引きする、一定時間操作しないと独り言（或いは仲間との会話）を喋る、などがある。

### リミットアビリティー
キャラ毎に設定された特殊技。戦闘中、特定の条件下で発動する。各キャラクターにレベル3までの三種類が用意されており、発動条件も効果もさまざまである。レベル1は最初から（クレヴァニールとレムスは序盤のイベントで）取得済みだが、レベル2はレベル1を何度も発動させることで習得出来る。レベル3はレベル2を習得済み且つ、特定の条件を満たす必要がある。

### GLチップス
グローランサーチップス。こちらも『グローランサーI』より復活したシステム。スナック菓子にキャラクターカードが入ったものでチップス使用時にランダムで何れかのシールが手に入り、コレクションすることが出来る。カードはグローランサーI〜IVまでの歴代キャラクターが描かれている。チップスは回復アイテムなのでHPが満タンの時は使用出来ない。また、これらは集めるだけはなく、ある条件を満たせば闘技場で歴代キャラと戦うことも出来る。PSP版では『II』『III』のシールが無くなっており、『I』『IV』のみとなっている（どちらもオリジナルではなくPSP版準拠）。

### 遠見
使い魔の能力の一つで、マスターの未来に関係する人物の様子を夢で見ることが出来る。この能力により、主人公の与り知らぬ場所で進行している出来事や世界情勢を知ることが可能。主にストーリー上寝なければいけない時、或いはマップの移動時に発生するが、自発的に宿泊しなければ見られない遠見も存在する。

### フェイト
運命を意味するイベント。ストーリー中に死亡する、不幸に陥るなどの悲惨な運命を辿る人物の中には、主人公の行動次第で救うことが出来る人もいる。見事救うことが出来れば「運命を変えた」ことになる。その場合、「もしも運命が変わらなかったら」という状況をドールハウスで見ることが出来る。
運命を変えられる人物はエレナ、モーティス、メリック、レムス、ヴァレリー、レジーナ、ラティカ、メイフィールド卿、クリストファー。
PSP版では更に初代使い魔、ミュンツァー、アルフォンス、マグナスのフェイトイベントが追加された。このうち、ミュンツァーの運命を変えるとラティカの、アルフォンスの運命を変えるとクリストファーの運命を変える必要が無くなり、フェイトイベントも消滅する。アルフォンスとマグナスのイベントは旧ルートでは発生しない。

### 周回プレイ
本シリーズはエンディングを迎えた後は一部データを引き継いでまた最初からプレイすることが出来る。俗に言う強くてニューゲームだが、レベルは引き継げず、アイテムや装備品のみを引き継ぐことになる（他作品は引き継ぐ要素が違う場合がある）。なお、エンディング達成率はクリア時に全てのセーブデータに（PSP版ではシステムデータに）反映されるため、一つのデータで複数のエンディングに到達することも可能である。

## シナリオ分岐（PSP版）
PSP版のみマルチシナリオとなっており、終盤から複数のルートにシナリオが分岐する。
旧ルート（魔法消去ルート）
PS2版のシナリオ。異界の侵略から世界を救うため、彼らを呼び寄せる原因である召喚師を皆殺しにするという苦渋の選択を下す。このシナリオのエンディングが『Return』に続く。
条件を満たせば各キャラとエンディングを迎えることが可能だが、PSP版ではこのルートに入ると追加イベントの殆どが消滅するため、PS2版ではエンディングが無かったキャラは使い魔D-MD型を除いてエンディングを迎えられない。
新ルート（召喚師救済ルート）
PS2版では全員殺すしかなかった召喚師たちを救う方法が見つかり、可能な限り犠牲を出さず世界を救う道を模索する。PS2版では必ず死んでしまう人物の多くを助けることが出来、終盤の展開や結末もPS2版とは全く違う大団円で幕を閉じる。
各キャラとエンディングを迎えることが出来るのは旧ルートと同じだが、内容が異なり、更に旧ルートよりも攻略可能キャラが大幅に増えている。
デュルクハイムルート
二周目以降、条件を満たすことで分岐可能。デュルクハイム側の提案に乗り、マーキュレイを離反。デュルクハイム軍として戦争に向かう。このシナリオに突入するとパーティメンバーが大きく変動し、主人公に付いて来なかった仲間は敵として登場することになる。戦場にてかつての仲間を倒すか見逃すかがエンディングに影響することもある。
各キャラのエンディングを迎えることは出来ないが、主人公の行動次第で結末が大きく分岐する。

## 登場人物

### パーティーメンバー
クレヴァニール・ソロ（名前変更可能）
声：高橋直純（OVA）
本作の主人公。幼い頃、アルテン・シュヴァルト傭兵団に引き取られる。レジーナとは姉弟の様な間柄。ルイン・チャイルドで、「世界を救う鍵」と言われる。設定では年齢は不明（17歳 - 19歳程度）とされているが、物語冒頭に選択肢次第で、レジーナから「2つしか違わない」と言われるシーンがある（レジーナは20歳）。
ブリュンティールの弟であり、兄と同じく天使を倒すための改造手術を受けた「エンジェリック・チャイルド」である。覚醒後に暮らしていた村がヴェスターに襲撃され、ディクセンに伴われて逃亡して以来、アルテン・シュヴァルト傭兵団の一員として約15年間を過ごしていた。
天使出現後は傭兵団を解散したディクセンに同行し、天使打倒の旅に出るはずだったが直後にヴェスターによってディクセン達を殺されてしまったため、ディクセンの遺志を継いで自身が天使を倒すべく奔走する。当初は「遺跡調査の正当な権利を得られる」とルードヴィッヒに説得されデュルクハイム軍に在籍するが、デュルクハイムが魔法研究のためにルイン・チャイルドを人体実験に掛けたために脱走。漂着したマーキュレイ王国で侵攻してきたデュルクハイム軍を退けたことで土地を賜り、なし崩し的にマーキュレイ所属として戦乱に参加しつつ、それと平行して遺跡調査も続け、次第に天使の秘密やその活動の真実を知る。天使を倒した後は異界の侵略を防ぐために結果的に天使の意志も継ぎ、異界の侵略を助長する元凶である召喚師達を倒し、戦争を終結させる。終戦後は魔法消滅の為に向かったアイゼンヴァント山の頂上にて、待ち受けていたヴェスターと対決。異界の王であったヴェスターを倒し、魔法を消滅させて世界を救った。魔法の消滅はエンジェリック・チャイルドであるクレヴァニールの消滅をも意味しており、魔法と共に世界から消え去り、フレーネ（他にエンディングを迎える人物が居ればその人物も）以外にも忘れ去られてしまう。しかし一年後、帰りを待つ人の元へ無事に帰還し、仲間達にも思い出される。この空白の一年、及び後日談については『Return』にて語られる（ただし、誰ともエンディングを迎えない場合はそのまま消滅してしまい、皆が彼の存在を思い出し探しに行くエンディングとなる）。
PSP版ではブリュンティールとフレーネとの三人分のアストラルパワーをその身に宿し、召喚師を殺さずに召喚術を解消する力を手に入れることが出来る。それはクレヴァニールの身体に多大な負担を掛けるものであったが、エクスクリシブロッドを改良したエクスロッド改にてその問題も解決。最終局面では異界にて天使の力を発動し、異界の闇そのものであるヴェスターの本体を撃破した。仲間達を脱出させるために力を使い果たしてしまうが、ブリュンティールの魂に救われ、現世に帰還。魔法を消去することなく世界を救った。
デュルクハイムルートでは、ルードヴィッヒの誘いを受け入れてデュルクハイムへ異動。軍の主力として戦争に向かい、かつての仲間達と戦う事になる。デュルクハイムを勝利に導いた後、本格的に侵攻を開始したヴェスターにルードヴィッヒ等と共に立ち向かった。プレイヤーの選択によってはその後でルードヴィッヒを倒して自らが天下を取る道を歩む事も可能。ただしルートによってはカーギルにそのことを知られ「大統領殺人犯」として指名手配され、頼る人も身を寄せる人もいない逃亡生活を送ることとなってしまう。カーギルを取り逃さず殺した場合はその後も英雄として国民たちに慕われるが、デリンガー元大統領といった様々な権力者たちまでが牙を剥き始め、大統領選は荒れるに荒れ、結局は様々な欲望や野心によって国は潰されていくこととなる。カーギルを部下にした場合は自ら世界を手中に収める事を目論む。味方キャラクターを誰も死なせなければルードヴィッヒの右腕として迎えられ、今度は大陸の外側の支配を目指して彼とともに世界の王を目指す道を取る。
本作では台詞は無い（選択肢以外はセリフを確認する手段が無い）キャラだが、『Return』では普段は冷静だが正義感は強く時には熱くもなれ、頭の回転も早い一方で茶目っ気もある性格として描かれていた。また、PSP版の追加イベントでは所々コミカルな選択肢が見られる。
武器は刀。本作はキャラメイクが存在しない為シリーズを通して唯一、キャラメイクによる能力の変動が無い主人公でもある。「常時精神集中」「間接射程アップ」と言ったごく一部のスキルを除いた全ての魔法、特技、スキルが習得可能で剣も魔法もこなせる万能型だが、リミットアビリティーは接近戦に特化している。最強技の「剣の舞」はマップ全体の敵に一度に物理攻撃を仕掛ける技である。
レムス
声：永田亮子
父親と旅をしていたが、賊に襲われて父親を亡くしてしまった少年。15歳。森の中で倒れていたところをクレヴァニールらに助けられ、アルテン・シュヴァルト傭兵団の一員になる。イライザから指摘されるほど女性的な顔立ちをしており、若干気にしている（過去に女性に間違えられたこともあるらしく、作中でも間違える一般市民がいる）。利発で心優しい性格だが、親しくなったばかりの傭兵団員たち、ディクセンやレジーナが立て続けに悲運に巻き込まれ命を落としたことが、彼の心に次第に暗い影を落とす。ついには母のように慕い始めたディクセンの妻までが、レプリカ天使の攻撃に巻き込まれ亡くなったことにより、抑えていた怒りが爆発。その矛先を天使へと向け、必ず天使を倒すと決意する。そのため、天使に対して肯定的とも取れる言い方をするフレーネに対して辛く当たることもあった。
傭兵団解散後はディクセンらに同行するも、旅立って直後にクレヴァニール以外の仲間を失い、2人だけでもディクセンの意志を継ごうとした矢先にデュルクハイム軍に入隊する事になる。入隊後は軍人の立場を利用し、クレヴァニールと共に任務をこなしつつ天使打倒の為の手掛かりを探していた。しかしルイン・チャイルドが非人道的な実験に掛けられている事を知るとルーミスらの協力を得て収容所を襲撃し、クレヴァニール達を救出。以降も彼と共に天使を倒すべく旅を続ける。
実はマーキュレイ王国の王族であったが、預言書「メルキュースの託宣」にある「双子が生まれし時にマーキュレイに危機が訪れる」という記述があったために双子の姉アリシアと引き離され、父王であるレイニッシュに連れられてマーキュレイを離れる。彼自身はそのことを知らないが、レイニッシュから姉の存在は聞かされていた。一方でレイニッシュはレムスに「マーキュレイには近付くな」「マーキュレイでは勝った事がない」と言いつけていた。エンディング条件は彼の出生の秘密を明かすことである。無自覚ながら故郷の味であるマーキュレイの料理を「食べやすい」と好む。
クレヴァニールと最も長く行動した身だが、エンディングでは彼の事を完全に忘れてしまい、「きっと忘れてもいい事だった」とまで言い放ってしまう。レムス自身のエンディングにおいても他のキャラと違ってクレヴァニールの事を微かにしか覚えていなかった（再会時に全て思い出した）。戦いの後は医者を目指していたが、個別エンディングではクレヴァニールと共に以前のように旅に出る。『Return』ではクレヴァニールからメルキュースの真実を知らされた。
デュルクハイムルートでは、デュルクハイム行きに対して「個人的には反対だが、クレヴァニールの決断に従う」としていたが、アリシアへの配慮から最終的にはマーキュレイに残る。その後、オーディネルの決戦に向かうクレヴァニールの前に現れ、武器を構えるも結局彼と戦う事が出来ず死を覚悟するが、レオナに助けられて逃げ去る。条件次第では追撃して倒す事も不可能ではない。
武器は弓矢。射程が長く、また旧作とは異なり攻撃後の硬直時間も短い（その代わり命中率が低くなっている）。反面、非常に打たれ弱く、足が遅く、魔法も苦手。リミットアビリティーも狙撃に特化している。『Return』で語られるが、魔法消滅後は短剣を用いて戦っている。
フレーネ・ロビンス
声：牧島有希
クレヴァニールが天使の攻撃で昏睡状態に陥った際、夢の中で彼に語りかけて来た少女。ルイン・チャイルドであり、後に遺跡に眠っていた所をクレヴァニール達に発見される。16歳。ルイン・チャイルドは10歳前後が最年長だが、彼女は歳の割に体が小さかったことから冷凍冬眠装置に入ることが出来た（彼女は16歳で身長が155cmと身長自体は標準的であるため、体が細身であったと考えられる）。そのため、他のルイン・チャイルドに比べて当時の事情に詳しいとルーミスから期待されたが、遺跡を察知した天使アキエルが攻撃をかけてきたため、本来時間をかけて行うべき覚醒作業が不完全になってしまい、記憶のほとんどを失ってしまう。しかし天使とクレヴァニールらのことは漠然と覚えており、特にブリュンティールについては当時の愛称（ブリュン）で呼ぶなどはっきりと覚えている。また、当時の知識は持ったままなので古代語の解読などにも活躍する。心優しい性格で、記憶を失っているためか色々なものを観察することが好き。また、絵の才能がある。好きな食べ物はあっさりしたもので、ヴァルカニア料理を好む。ネズミが苦手らしく、使い魔の独り言によると、レオナに野ネズミを見せられただけで気絶してしまったと言う。また、DVD版ではイライザの絵に心の中で辛口の批評を下したり、天然ボケな様子を見せたりと、普段とは違った一面を窺わせる。
過去を失っているため、当初はそれを思い悩んで一人抱え込んでしまう事も散見されたが、クレヴァニール達仲間に支えられ、クレヴァニールと共に行った美術館で絵画に感動した事をきっかけに、絵を描く事によるこれからの自分の姿を見出していく。記憶は後に取り戻したものの、結局それで今の自分が変わる事は無く、過去よりも未来に目を向ける事を決意する。
覚醒後はしばらくデュルクハイム軍に協力していたが、やがて軍がルイン・チャイルドへの人体実験を始めると彼女も収容所へ移動させられる。後にクレヴァニール達に助けられて収容所を脱出し、他の者ほど酷い扱いを受けなかった事でマーキュレイ到着後は最も早く体調が回復した。以後はクレヴァニールと行動を共にする。
デュルクハイムルートでは確実に召喚術を消せるという事からデュルクハイム行きを比較的肯定していたが、いざ戦場でかつての仲間と刃を交えると「どこかで甘えていたのかもしれない」と悲しみに暮れる。その後も通常であれば最後までクレヴァニールと共に行動するが、レムスを追撃した場合は寝返ってしまい、彼女も倒さなければならなくなる。
本名はフレーネ・ロビンス。エンジェリック・チャイルドであり、当時幼い兄弟だったクレヴァニールやブリュンティールと親交があった（理由は不明だが、当時の2人はフレーネの日記を隠している）。元々は「お姉ちゃん」と慕われていたが、二人の方が15年以上先に覚醒したため、現在では肉体年齢が彼らより年下になっている。天使戦にてブリュンティールに天使因子を抜かれたため、エンディングではクレヴァニールと異なり、一時的に忘れられただけで消滅しなかった。しかし自分（彼女以外のエンディングの場合はそのキャラも）以外がクレヴァニールを忘れた事にショックを受け、一年後もまだ悲しみから抜けられずにいた。個別エンディングではシドニーから「港で海を眺めていた人」の話を聞いて駆け出し、待っていたクレヴァニールと再会を果たす。
普段は敬語で話すが、時折年相応に砕けた口調にもなる。基本的には誰に対しても「さん」或いは「ちゃん」付けで呼ぶ。過去に親交のあったブリュンティールのみ呼び捨てで呼ぶが、PSP版で追加されたイベントではクレヴァニールも呼び捨てにするシーンが多い。
着用しているのは二千年前の服であり、『Return』ではゲーム、OVA共にメンバーの中で唯一服装が（作中世界の現代風衣装に）変わっている。
武器は水晶球。魔法に関してはパーティメンバー中最強だが、それ以外は最弱という典型的な魔法使いタイプ。リミットアビリティーも魔法に特化している。
戦いの後は画家になり、『Return』での台詞によると彼女の描いた絵が元で仲間達もクレヴァニールを思い出したとの事（本編のエンディングでもそれを示唆する会話がある）。
イライザ・メイフィールド
声：浅野真澄
イグレジアス王国東部、ファンデルシア領主メイフィールド卿の娘。18歳。少々世間知らずなお嬢様。当初は御淑やかな口調だったが、地は御転婆で頭に血が上りやすい性格。ただし、聡明な面も持ち合わせている。好きな食べ物は故郷のイグレジアス料理で、他にもラザニアとチーズを挙げている。
戦時下の故郷を離れてマーキュリアの別荘への滞在中、マーキュレイ港に流れ着いたクレヴァニール達を保護し、更に領地を与えられたクレヴァニール達に自分の別荘を住居として提供する。その後、故郷のファンデルシアがデュルクハイム軍に占拠された知らせを受け、家族や屋敷の安否を調べるべく帰ろうとクレヴァニールに護衛を依頼する。しかし途中で立ち寄ったオーディネルにてアルフォンスに諌められた事で、自らロングヘアーだった髪を切り落とし、ドレスも動き易いように改造して武器を手に取り、「自分の身は自分で守る」と宣言して戦いに加わる。戦闘訓練も受けていたようで、お嬢様でありながら戦闘も難無くこなす。
ファンデルシアが占領されて以降メイフィールド卿から別荘の予算支給がストップして財政が悪化した際、彼女なりに収入を得る方法を考えるも全て空回りに終わってしまう。そんな中でも貴族としてのプライドから労働の案を拒否していたが、執事レヴァンがマーキュリアにて家庭教師の仕事をしているのを知り、考えを改め「何でも屋」として働くことを決意する。
デュルクハイムルートではクレヴァニール達と別れ、マーキュレイに残る。再会を約束して別れたが、直後のアイーダ国境橋の戦いで敵味方に分かれる形での再会を果たす事になる。
武器は双剣。剣も魔法もこなすが、どちらかといえば魔法を得意とする魔法戦士タイプ。リミットアビリティーも魔法寄りだが、レベル3の『静寂』は物理攻撃を行う必要がある。
戦いの後はイグレジアス代表の議員として政界に身を置いていたが、その一年後には出馬せず、市井の立場から政治を見たい旨を語った。個別エンディングでもクレヴァニールの事を曖昧にしか思い出せず、彼が帰還した際には全てを思い出し、涙ながらに謝った。『Return』のOVAでは再びドレス姿を見せている。
ヒエン
声：辻親八
伝説の剣豪。日本の武士のような出で立ちで、貫禄のある風貌の老剣士だが、実はまだ45歳で老年と言うよりは中年であり、外見や周囲の評価の割には若い（そのため、ルードヴィッヒやカーギルにジジイ呼ばわりされ、フレーネにはおじいさんと言われた）。武士道を貫き、自分に厳しい。辛い食べ物が好きで、デュルクハイム料理を好む。シルヴァネール卿の叔父（彼女の母の弟）。
何らかの理由でカーギル等に襲われ、逃げ込んだクラスダールを守る為に応戦していた際に毒を受け、高熱で苦しんだ際に記憶を失ってしまう。シルヴァネールに説明された事で自分の身の上は分かったものの何故襲われたのかや家族に関する事は思い出せず、しかし武士道は忘れなかったため、助けてくれたクレヴァニールの恩に報いるべく同行する。以降は開戦に伴ってしばらくはマーキュレイ軍の戦術指南を行っていたが、それが一段落した後はクレヴァニール達に直接協力する。
実は港町トロックメアを襲撃した怪物が、ルードヴィッヒが召喚した召喚獣である事を目撃しており、その為にカーギル率いる部隊に命を狙われていた。アイゼンヴァント砦でルードヴィッヒと対峙した際、条件を満たしつつヒエンをパーティーに入れていた場合はそのときの記憶を取り戻す。また、ヒエンへの人質として彼の娘が囚われていたが、ルードヴィッヒ戦でヒエンが全てを思い出した場合のみ、娘は決戦の混乱に乗じて収容所を逃げ出した所をオーディネル軍に保護され、ヒエンと再会を果たす。
デュルクハイムルートではデュルクハイムを好きになれないという理由でマーキュレイに残る。後にカーギル達特殊部隊の護衛任務の際にマグナスと共に現れ、伏兵を用いた戦術でクレヴァニール達を苦しめた。
武器は二刀流の刀。パーティメンバー中、攻撃後の硬直時間が最短で、手数で敵を圧倒する。反面、魔法は不得手。リミットアビリティーは接近戦に特化している。
戦いの後はイグレジアスで暮らしているものの、冒険していた頃に比べて体重が増えてしまったと言う（『Return』では道場を開いている）。個別エンディングではデュルクハイムの刺客に襲われた所を、加勢に来たクレヴァニールと再会する。
レオナ
声：釘宮理恵
ペサック族の少女で、猫耳と尻尾がついている。14歳。足が速く、接近戦が得意。猫、ペット扱いすると怒る。肉が好きで、野菜は苦手。料理の好みが分かりにくいが、マーキュレイ料理を好むようである（マーキュレイ料理は肉を多く使っている事は説明される）。絵を書くのが好きでクレヴァニール達の絵を書くが、その絵はいかにも彼女の性格や精神年齢を表したものである。PSP版では絵（掲示板に貼ってある落書き）が新たに描き直され、画力が上達している。
当初は遺跡でクレヴァニール達と遭遇したりしつつ逃げていたが、後にモンスターに襲われた所を彼らに助けられたことで恩を感じ、運び込まれた病院を脱走してイライザの別荘にやってきた。
彼女達ペサック族はこの世界の種族ではなく、異世界の種族であるが、彼女は突然出現したブラックホールに飲み込まれてこの世界へとやって来た。また舌足らずなところがあり、自分の名前であるレオナを「レオニャ」と言ってしまうため、クレヴァニール達から「レオニャ」と呼ばれてしまうことになってしまう。ちなみにIIから登場しているザコモンスターのウェアパンサーは猫娘の姿をしているが、ペサック族とは何の関係もないらしく、レオナ曰く「あいつ等は猫」とのこと。
仲間達から可愛がられることがペット扱いのように思え、疎外感を覚えてしまう。そのことをクレヴァニールが仲間達に気付かせたことで彼を「ご主人様」と慕うようになる。
ペサック族の女は「ご主人様」に尽くし、その褒美としてドングリを貰う風習がある。そのため、レオナのエンディングを迎えるには彼女をパーティーに入れつつイベント戦闘をクリアし、ドングリを一定以上渡さなければならない。本人曰く、ドングリを拾って自分で数を増やしてしまうと「怖くて言えない」ような事になるらしい。
デュルクハイムルートでは知らない人間ばかりの場所に移り住む事を拒み、マーキュレイに残る。後にレムスがクレヴァニールと対峙した際に現れ、彼を連れて逃走する。追撃した場合は戦って撃破する事になる。
武器は爪。パーティメンバー中、最も前衛としての能力が高いが、攻撃後の硬直時間はそれなりに長く、魔法も苦手。リミットアビリティーは速攻に向いている。
戦いの後はイライザに引き取られる。食べる量は増えたがそれでも太らないらしく、レジーナに羨ましがられていた。
ヴァレリー
声：櫻井孝宏
デュルクハイム国軍ラインファルツ基地で、クレヴァニール、レムスと知り合うルイン・チャイルドでややストイックな性格の戦士。19歳。脂ぎった食べ物は苦手で、さっぱりとしたヴァルカニア料理を好む。
クレヴァニールのチームに入って以降は彼らの天使打倒という目的に興味を持ち、しばらくは彼らに協力しつつ共に任務に当たっていたが、ヴァルカニア軍の基地襲撃の際にミュンツァー等に拉致される。
拉致された後は、その当事者であるミュンツァーの元に配属され、彼から信頼を寄せられ重用された。その一方、ヴァルカニア人ではないという理由で他のヴァルカニア軍人からはデュルクハイムのスパイと見なされ信用されず、ことブリュンティールが脱走してからは周りからの風当たりが強くなり、命を狙われることすらあった。それでもヴァレリーはミュンツァーを尊敬して、時には任務でクレヴァニールとも戦うが、ミュンツァーが戦死した後は軍を脱走し、クレヴァニールの元へ向かう。このイベントは任意であり、発生させなかった場合は死亡し、仲間にならない。PSP版でミュンツァーを生存させた場合でも、彼の言いつけ通り軍を抜けてクレヴァニールの元へ向かう。
一時は裏切り者である自分はクレヴァニール達とは完全に相容れることはないと考え、かつて戦場で倒した敵兵の息子から恨まれていることを知って半ば自暴自棄になってしまうが、クレヴァニールの仲介でその子供とも和解し、本当の意味での戦う目的を見出す。
デュルクハイムルートでは命の恩人であるクレヴァニールに報いる為に彼に同行する。
武器は双剣を連結させた投擲剣。間接攻撃キャラで唯一「ダッシュ」が使えるなど万能で能力も高いが、攻撃後の硬直時間が最長。リミットアビリティーは持久戦向き。
戦いの後も平和を守る為に過激派テロの鎮圧に日夜奮闘している。『Return』のOVAでも投擲剣を使っているが、相手を殺さないように刃は潰している。また、『Return』の後日談では遺跡に残っていた記録にて、2000年前に死んだ父との邂逅を果たす。
レジーナ
声：清水こずえ
アルテン・シュヴァルト傭兵団長ディクセンの娘。20歳。身長 162cm。男所帯で育ち、大ざっぱで口の悪い所もあるが、面倒見がよく彼女に惹かれる団員も多い。クレヴァニールにとっては姉のごとき存在。故郷の味であるデュルクハイム料理を好む。買い物の際にはいつもクレヴァニールに荷物持ちをさせている。
傭兵団解散後は天使打倒の旅に同行するはずだったが、ヴェスターによって心臓を貫かれて死亡する。しかしその後、以前よりも冷淡な態度となって再びクレヴァニール達の前に現れ、天使打倒の為に彼らに情報を与える。レプリカ天使戦では小型魔道砲の破壊に来たブリュンティールと交戦したが、天使打倒後はモンスターを率いてマギーを殺害するべく、イライザの別荘にモンスターと共に攻め込んで来る。
実は殺害された後にヴェスターによって心臓の代わりに魔法生物を植え付けられて蘇生し、配下の戦士として活動していた。意識は完全に魔法生物に乗っ取られており、魔法生物がダメージを負った肉体の再生を行なっている最中のみ本来の意識が表層化する。その後、魔道砲破壊に来たクレヴァニール達に敗北し、僅かに戻った自我で自分を殺すように訴えた。ここで使い魔の精神干渉術を会得しており、且つ精神世界で魔法生物の意識を倒す事ができれば、ヴェスターの呪縛から解放されて仲間になる。
救出に失敗した場合は最終決戦時に敵として登場し、最期の瞬間には正気に戻り、ヴェスターを倒す事を懇願して絶命する。仲間にした後も心臓移植を行わなければ、エンディングにて心臓代わりである魔法生物を失って死亡してしまい、レムスの手でディクセン達の墓に葬られる。移植に使う心臓はホムンクルス技術によって培養された自分のコピーのものである。
デュルクハイムルートでは姉としてクレヴァニールに同行する。
武器はブーメラン。やや魔法寄りの能力で、『サイクルアップ』以外の全ての魔法を習得できる。リミットアビリティーは一発逆転が出来る特殊なものが多い。
戦いの後はトロックメアの復興作業に従事しており、ヒエン同様に戦っていた頃に比べて体重が増えてしまったらしい。個別エンディングではクレヴァニールを弟ではなく、一人の男性として見るようになり、結ばれる。しかし『Return』の後日談でも姉弟のような仲の良さは変わっていない。
マグナス
声：鈴木達央
PSP版の追加キャラクター。もみ上げとやや芝居が掛かった喋り方が特徴的な二刀流の剣豪。23歳。かつて卑怯な手で自分を負かした「オッター」という男を捜している。ヒエンの弟子であり、ロイヤル・ガードの面々やクリストファーとも親交がある。もみあげをネタにされたり、悪趣味な女装をさせられたりと、彼に関連するイベントや選択肢はコメディ調のものも多い。好きな食べ物はスウィーツ全般。
トロックメア崩壊の際にパメラに助けられ、彼女のボディガードとして行動を共にしていたが、新ルートにてヴェスターの配下に追われるうちにやがてマーキュレイに辿り着く。以降はクレヴァニール達の仲間となる。
実は彼が探すオッターとはカーギルの偽名である。以前、腕を買われて要人警護の仕事を請け負った際、襲撃者であるカーギルによって毒を受け、なんとか要人は守り通したものの、マグナス自身は生死の境を彷徨った。終盤、カーギルと決闘を行うサブイベントが用意されているが、マグナスに加勢しなかった場合は罠に嵌められて死亡してしまう。
旧ルートではパメラと共にヴァルカニアに渡って以降の消息は不明。
デュルクハイムルートではカーギルの居るデュルクハイム軍には協力できないとしてマーキュレイに残り、後にヒエンと共にクレヴァニール達の前に立ちはだかる。
武器は二刀流の刀。特技の殆どが習得可能だが、ファイン以外の魔法や魔法強化系特技が一切取得できない完全な攻撃特化型。
メリーヌ
声：志村由美
PSP版の追加キャラクター。トロックメアでクレヴァニール達と出会った少女。外見年齢は12歳。果物が好き。わがままな性格で、自己中心的。「〜ですの」とお嬢様然とした口調で話すが「〜しやがる」などと乱暴な言葉遣いが混じる上に、「ニンゲンは滅ぼす」など明け透けに物騒なことを口にする。最初の出会いこそ険悪なものだったが、何度か会ううちに次第にクレヴァニール達と打ち解けていく。しかし実はヴェスターの配下であり、後に姉のシンシアと共にモンスターを率いてクレヴァニール達と戦う。
後に死翼傭兵団団長に追われ、マーキュレイまで逃げて来る。助けた場合はクレヴァニール達に屋敷へと招かれるが、実は追われていたのもスパイ目的の演技だった。しかし謎の体調不良に見舞われてその役目も満足に果たせなくなる。
その正体はクレヴァニールやマギーの村に住んでいた少女であり、マギーやパメラとも同年代の友人であった。また、当時は幼いクレヴァニールの遊び相手でもあった。ヴェスターに村を滅ぼされた際に殺害され、レジーナ同様にヴェスターの配下として蘇らされている。体内（実際は心の中）に異界と繋ぐゲートが存在し、そこから流れ出す魔素によって身体機能を補うと同時に洗脳されている。そのため、15年前から容姿が変わっておらず、実年齢は27歳ということになる。自分が生き返ったという例もあるため、ヴェスターに従えば両親が生き返ると本気で信じていた。体調不良はクレヴァニールの持つ闇封じのメダリオンによるものであり、異界の影響が抑えられた結果である。新ルートではその後、使い魔の精神干渉術で心に入り込んできたクレヴァニールによって正気に戻り、異界の干渉を失ったことで心身共に正常化。以降は仲間になり、クレヴァニールを「お兄ちゃん」と呼び慕うようになる。なお、本来の彼女の性格は外見年齢相応の明るく思いやりのあるごく普通の少女である。
デュルクハイムルートでは「ヴェスターを倒す為にルードヴィッヒと組むのも有り」と主張しており、クレヴァニールに付いていく。しかしレムスやフレーネを殺害する展開に進むと部屋で塞ぎ込んでしまう。こちらのルートでは彼女がパーティーに居るかでシンシアの生死も分かれ、死なせた場合は祝勝パーティーの場でもその死を悼んでいる（生存させた場合はパメラと共にシンシアを可愛がっている）。
彼女を救う過程で召喚師を殺さずに世界を救う方法が見つかるため、死翼傭兵団団長に殺害された場合、或いは屋敷に招かなかった場合はPS2版同様の旧ルートに分岐する。
武器は鎌で、投擲して攻撃する間接攻撃タイプながら、ヴァレリー同様に「ダッシュ」が取得できる。物理も魔法もこなせるバランス型。
トリシア
声：寺本來可
PSP版の追加キャラクター。デュルクハイム軍の魔術士で、年齢は16歳とクレヴァニールより年下だがラインファルツ基地ではクレヴァニールの先輩にあたる。一人称は「ボク」といういわゆるボクっ娘。好きな食べ物は肉など「がっつりした物」との事。魔法に関しては類い稀な才能を持ちつつ、それを鼻に掛ける事もなく後輩のクレヴァニールの面倒を見ようと気さくに話しかけて来る。しかし実戦経験がないこともあって先輩としての風格はまるで無く、逆に面倒を見られることも。クレヴァニールとは自分達だけの打音式暗号でやり取りをし交流を深めて行くが、やがて彼が軍を脱走したことで決別しなければならなくなる。その後、召喚師となる。
戦争中もクレヴァニールを案じ、戦いたくないと思いつつも立場上彼らと敵対してしまう。魔動砲でデュルクハイム軍の召喚士が全滅した後はルードヴィッヒとルーミス以外で最後の召喚士となる。新ルートでは世界を救う為に自分は死ななければならない事を知り、せめてクレヴァニールの手で討たれる事を望むが、クレヴァニールの力で召喚術の解約が可能だと知らされて彼らに救出される。しかし直前まで居たデュルクハイム軍と戦う事を躊躇ったため、終戦後のラストダンジョン直前に仲間になる。
旧ルートではサンセール方面への侵攻作戦中に戦いを拒否したため、上官である上級兵に裏切り者と見做されて斬り捨てられてしまう。その後、駆け付けたクレヴァニールに看取られながら息を引き取った。
デュルクハイムルートではクレヴァニールが軍に戻った直後に召喚術を解約され、以降は行動を共にする。
武器はロッド。マグナスとは逆に魔法特化型で、特技も殆ど魔法関連のものしか覚えない。

### 使い魔
使い魔の卵を育てて孵化させると誕生する魔法生命体。孵化過程の手法によって、PS2版では3タイプ、PSP版では4タイプの内どれかに決定する（実際は主人公の好みで決定される）。名前の候補は「ピティ」「ユニ」「レミィ」で、この中から好きな名前を選択する。全員、外見はシリーズ過去作や開発元と同じくするラングリッサーシリーズのキャラをモチーフとしている。性格はそれぞれ異なるが、マスターであるクレヴァニールを慕っているのは全員同じ。また、レオナが食糧として芋虫を持ってきた際には全員パニックを起こして逃げた挙句に気を失っている。
クレヴァニールが希望の遺跡で拾った卵から孵化し、誕生した。常にクレヴァニールに付き添い、彼の役に立とうとするが、マーキュリア王宮を占拠していたシモンズを追い払った直後、物陰に隠れていたシモンズの部下が事を台無しにしたクレヴァニールへ報復として背後から斬りかかった際、その身を挺してクレヴァニールを庇う。この時自分の力を限界まで使ってバリアを展開したため斬撃からクレヴァニールは守れるも、使い魔は力を使い果たし、自らの思いや記憶の詰まった結晶を残して消滅してしまう。
その後、クレヴァニールは数日間自室のベッドから動けないほどに落ち込むが、これに対しレムス達は元気を取り戻させようとかつての使い魔と瓜二つの姿をした新しい使い魔を作る。しかし、この新しい使い魔は昔の使い魔の存在を知っているためか、弱気な性格であり、この新しい使い魔に対する態度で、新しい使い魔が自分の体に昔の使い魔の記憶の結晶を取り込んで昔の使い魔を復活させるか、逆に新しい使い魔が自信を得、昔の使い魔がそれに対して完全に満足して消滅するかが決まる。
魔法生命体であるため、魔法消去時には消滅してしまう。クレヴァニールと恋仲になっていた場合はホムンクルス生成装置で人間の肉体を手に入れ、イライザの別荘でメイドとして働きながらクレヴァニールの帰りを待つ（フレーネ以外の人間には使い魔だった頃の事は忘れられている）。
PSP版の新シナリオではエクスロッド・改でアストラルパワーを増幅させ、天使の力を行使するクレヴァニールを支える。最終決戦の際にはユリエルと同じ姿の天使へと進化し、クレヴァニール達の勝利に貢献する。魔法消去は行われなかったため、戦いの後も使い魔としてクレヴァニールの傍に居続ける。デュルクハイムルートでも同様に魔法消去が行わない為、エピローグでも健在である。また、条件を満たせば最初の使い魔の死を回避することも可能になった。
D-TP型
声：豊口めぐみ
活発で元気な性格の使い魔。DVD版などでは名前が「ピティ」となっている。『グローランサーI』の妖精キャラである魔導生命体ティピをモチーフにしており、声優もティピ役の豊口めぐみを起用し、PSP版でも唯一声優に変更のない使い魔となっている。声優コメントによると、演じた豊口もついティピを意識してしまう部分があったという。普段はティピのように暴力に訴える事は無いが、DVD版『グローランサー -新たなる伝説-』ではティピの必殺技「ティピちゃんキック」に肖った「ピティちゃんキック」なる技を放っている。口調も基本的に敬語である一方、時折ティピに近い口調も見せ、エンディングや『Return』などごく稀にだがクレヴァニールにも敬語を使わず話す事がある。PSP版の声優コメントでは豊口は「ティピよりも少しお姉さん」というイメージだったと語っている。また、コスチュームには『I』の主人公であるカーマインの衣装がある。
クレヴァニールと劇場に行った際にその内容に感動し、自分も演じたいと考えるようになる。その演目「レジェンド・オブ・グローランサー」とは『I』を元にしたもので、主人公（カーマイン）に恋をした妖精（ティピ）の視点から描く物語であったので彼女は一層感情移入していた為であった。夜中に一人で演技の練習をしていた所をクレヴァニールに見つかり、二人で練習を重ねた末に仲間達の前で披露する事になる。尚、「レジェンド・オブ・グローランサー」の最終章となる第三幕は作中で見る事はできない。その結末は『Return』の後日談で明らかになるが、使い魔が期待したような主人公と妖精が結ばれるものではなく、主人公が仲間の女性に恋をした為に妖精が身を引くというものだった。
ホムンクルス体になった際にも使い魔時代の初期コスチュームと同じ服装をしている。
D-LN型
声：かかずゆみ（PS2） / 藤田咲（PSP）
穏やかで思慮深い性格の使い魔で、外見は『ラングリッサーIII』に登場するPCキャラクターの一人ルナをモチーフにしている。DVD版や小説版での名前は「ユニ」。教養を広めることが好きで（本人曰く、好き嫌いではなく必要性があるから）、見たもの、聞いたものからさまざまなことを学ぼうと考える。コスチュームには『II』の登場人物であるアリエータの衣装がある。
やがて、自分がクレヴァニールのために何が出来るのかを考え、マギーに紹介された針治療を試すことになる。しかしクレヴァニールに行った際に失敗し、ひどく落ち込んでしまう。その後、ディラインの行う手術を針治療による麻酔で補助することになり、一時は躊躇うがクレヴァニールの後押しを受けて挑戦を決意する。
ホムンクルス体になった際にはコスチュームの一つであるフォーマルな服装になっている。『Return』の後日談でも優秀なメイドとして働いているが、もっと自分を頼って欲しいと考えたクレヴァニールが一芝居打った結果、トラブルが起きてしまう。
小説版「乱雲の剣」では人間になった彼女が登場する。
D-LM型
声：金田朋子（PS2） / 矢作紗友里（PSP）
周囲の空気をのんびりとさせる、独特なペースを持つ性格。『グローランサーIII』の妖精キャラである闇の妖精ラミィを流用したデザインであり、性格も殆どそのまま。DVD版では名前も「レミィ」となっている。しかし使い魔としての役割は果たしており、ラミィよりは常識のあるしっかり者である。PS2版ではグローランサーIIIのクリアデータをコンバートした場合のみ選択可能。コスチュームには『III』の登場人物であるモニカの衣装がある他、『III』の主人公のスレインの衣装を女性風にしたものもある。
後に渡り鳥のヒナを拾い、クレヴァニールと共に育てることになる。
ホムンクルス体になった際にはコスチュームの一つであるメイド服を着ている。『Return』の後日談ではクレヴァニールと共に孤児院を営んでいるが、当人のドジさから子供達に振り回されている。
D-MD型
声：日笠陽子
PSP版にて追加された4種類目の使い魔。感情表現に乏しく何でも事務的にこなし、使い魔は所詮道具であると考える。「肯定します」「提案します」など、話の始めに「○○します」を付ける独特な話し方をする。外見は『ラングリッサーV 〜The End of Legend〜』に登場するPCキャラの一人ラムダをモチーフにしている。
クレヴァニールが自分を道具ではなく使い魔として見るため、自身を道具扱いする心情に徐々に変化が現れ、ひょんなことから始めたアクセサリー作りを通じて認識を改めていく。後に心身共に不調を来たしてしまうが、それは自分は道具であるという考えとクレヴァニールへの恋心の板挟みによるものであった。
PSP版新キャラクターの中では唯一、旧ルートでもエンディングが用意されている。ホムンクルス体になった際にはコスチュームの一つであるスーツ姿になっている。
ちなみにPSP版で使い魔が4種類になったのに対し、名前の候補は追加されておらずPS2版の3種類のままなので、全員でプレイすると必ず名前被りが起こる。

### MY CITY
レヴァン
声：岩田博行
マーキュリア近郊のメイフィールド家別荘にて、イライザに仕える執事。イライザのことを第一に考えており、イライザのためならば彼女に対して厳しい意見を言うこともある。
ファンデルシアがデュルクハイム軍に占領され、メイフィールド家からの資金流通が途絶えてからは、別荘の家計を支えるためイライザには内緒でマーキュリアのとある家にて子供の家庭教師を務めていた。そのことを知ったイライザは貴族のプライドで働くことを恥と考えていた己を見改め、「何でも屋」として働くことを決意する。
魔法の訓練無しに使い魔の存在を感知できるなど、潜在的にかなり高い魔法の素質を持っている。
シドニー
声：井上富美子（PS2） / 佐々木愛（PSP）
元々はマーキュレイ王家に仕えていたが、MY CITYとなる土地をアリシアからクレヴァニール達が賜った際、今後の土地の管理上必要という理由でスカウトされ、MY CITYの財務管理係となる。
パーティ外のキャラだがエンディングが用意されており、その発生条件も非常に簡単（ほぼ無条件）である。PSP版では休暇イベントも追加されており、エンディング条件も若干異なる。
また全キャラクターの中で唯一彼女だけは立ち絵が描き直されている（担当声優も変わったためPS2版の彼女と比べると活発な印象に）
メル
声：植田佳奈
関西弁を話す、元気で明るい少女。手先が器用で、手製のアクセサリーを販売する小さな店を構える。
シドニー同様、エンディングが用意されている。シドニーとは異なり、簡単なイベントを事前にこなしておく必要がある。PSP版では更に追加されたイベントも攻略条件に含まれている。
マギー
声：今井由香
廃村にたった1人で暮らす女性。本名は「マーガレット」。古代の魔法技術の研究を行っており、その方面での知識は豊富。後にクレヴァニール達に協力すべく、MY CITYへと引っ越す。彼女のいた廃村は2000年前の滅びの真相を伝える隠れ里であり、かつてクレヴァニールも住んでいたりヴェスターに襲撃されるなど物語中の様々なキャラクターと関わりがある。15年前の襲撃で村が滅ぼされて以降も生き残った村長と共に村に残っていたが、その村長もクレヴァニール達が村を尋ねる1ヶ月ほど前に他界した。以来、自分の持つ知識だけでも記録する為に村に留まっていたが、天使打倒に協力するようになった事でより効率的に研究・開発を行うべく、イライザの別荘に親切した研究室に移り住む。
PSP版ではイベントが追加されており、攻略可能となった。
ゴルドラン
MY CITYの情報を聞いてやって来た立派な身なりの男性。各地が戦乱にある中、自らがこよなく愛する美術を皆に伝える場として美術館を建てることを考えており、最終的にはクレヴァニールやシドニー達の許可を得て美術館を建て、その後も劇場、レストラン、闘技場と、次々と町を発展させていく。MY CITYの発展は彼の手腕の賜物である。
ゴルドランの弟
兄・ゴルドランとよく似た容貌をしており、闘技場の運営を行う。
ディライン
声：宮崎寛務（PSP版）
MY CITYへとやって来た医者。ぶっきらぼうな口調だが医者としての腕前や医学知識はかなりのもので、更に最初から使い魔が見えるほど魔法の素質も高い。また、かつてマギーと交際していたが、どれほどの仲だったかはあまり語られていない。作中ではクリストファーやレジーナの手術にその手腕を発揮し、PSP版ではメリーヌの登場によって更に出番が増えた。
カルノス
元デュルクハイム軍人。ルイン・チャイルド故にクレヴァニール達同様、収容所で実験体まがいの日々を過ごしていた。脱走後、嵐の中で仲間達が力尽きていく中クレヴァニール達以外ではただ一人生き残り、療養後はデュルクハイムの暴走を止めるためにマーキュレイ軍に魔法の指南を申し出る。
ケイト
カルノスの恋人で元デュルクハイム軍人。カルノスと違って彼女自身はルイン・チャイルドではない為に人体実験に巻き込まれなかったが、カルノスの手紙を受けて軍を脱退し、カルノスと再会する。その後はイライザの屋敷で魔法の研究に勤しみ、クレヴァニール達に協力魔法を教えてくれる。また、屋敷で待機している仲間にスキルや魔法を習得させる役目も請け負う。
ペイトン
魔石を扱う商人。「ポカッチャ」という生意気な少年のような使い魔を連れている。商品の魔石の所為でモンスターに襲われる事が多く、苦労を重ねていたが、クレヴァニールに誘われてMY CITYで商売を始める。尚、「ポカッチャ」とは英雄アレクサンデールの仲間だった商人の名前だが当のポカッチャ本人は気に入っていない。
アンマス
防具を扱う商人。「-ガス」が口癖。4人の子供を持つ父親だが、全員ませている上に聞き分けが無く、手を焼いている。街にいた1人を除く3人をクレヴァニールが連れ戻した事で、MY CITYでの商売を始める。
トラバ
道具を扱う商人。商品である道具を生き物のように大切に思っており、道具への愛情の無い人間相手には商売をしない。クレヴァニールが道具への愛情を証明するとMY CITYで商売を始める。
パメラ
声：櫻井智
PSP版追加キャラクター。アルテン・シュヴァルト傭兵団に所属していた女性。27歳。「あらあら」が口癖で間延びしたような喋り方をする。非戦闘員なので、専ら物資の管理、情報分析と団長のサポートなどが仕事である。実は彼女もルイン・チャイルドであり、ディクセンよりある使命を与えられている。マギーとは幼馴染であり、研究仲間。危機的状況でもある程度は余裕の態度を見せられるなど肝が据わっているが、一方で親しい傭兵の死を泣き叫んで悲しむような一面もある。
傭兵団解散後はディクセンの指示通り独自に調査を行なっていたところ、リボッカ村を訪れた際にクレヴァニール達と再会。直後に天使の攻撃によって村が壊滅し、パメラも死亡したと思われていたが、実は攻撃直前にたまたま村外れに出掛けていた為に間一髪で無事であった。その後、トロックメア崩壊時に逃げ遅れたマグナスを助け、以降は彼にボディガードを任せて旅を続けていた。天使打倒後はヴェスターの配下に狙われた為にマグナスと共にマーキュレイに逃げ込み、以降はイライザの別荘でマギーと共に研究に勤しむ。
過ぎ去った時間や失った物に対して全くと言って良いほど執着しないドライな一面がある（マギーからも「お前は昔から捨て過ぎ」と言われたほど）。それはかつて村が滅ぼされた際に大事なものを沢山失い、悲しみを乗り越えるためにそれを割り切ったことに起因する。その為、何を失っても誰を亡くしても「しょうがない」と自分を納得させていたが、ヨゼフが引き取った思い出のティーセットをクレヴァニールが受け取ってきた事で、「残るものもある」と考えを改める。
旧ルートでは天使討伐後にマグナスを伴ってヴァルカニアに渡って以降の安否は不明。
デュルクハイムルートではマギーと共にクレヴァニール達に同行する。

### アルテン・シュヴァルト傭兵団（バウアー傭兵団）
アルテン・シュヴァルトとは、『古の剣』を意味する。ゲームを進めると、古い遺跡の一部である巨大な剣を発見するイベントがあるが、それと関係しているかは不明。
ディクセン
声：家中宏
アルテン・シュヴァルト傭兵団団長。レジーナの実父で主人公の育ての親。優れた剣技と戦略眼、また正々堂々とした戦いぶりから人望を集め、過去にはロイヤル・ガードとして誘いの声があったほど。現在でも、ディアーナが彼に仕官の誘いをする描写がある。金銭の為に戦う傭兵ながら無駄な殺し合いを続けさせない事を信条とし、雇われる際にも「どちらに正義があるか」で雇い主を決めていた。
物語冒頭にて天使の存在を確認したことから、天使を倒す手段を探すという本来の目的のために傭兵団を解散、クレヴァニールを連れて希望の遺跡を探索しようとするが、そこでヴェスターに襲われ非業の最期を遂げた。なお、希望の遺跡に辿り着いた時にクレヴァニールに託した宝石は、レムスのイベントアイテムのひとつである。
バウアー
声：石井康嗣
アルテン・シュヴァルト傭兵団副団長。大柄な体格の持ち主で傭兵団での戦闘能力はディクセンに次ぐナンバー2。ディクセンが傭兵団を解散した後は彼が傭兵団を受け継ぐが、後にある事情により団名を「バウアー傭兵団」と改める。
解散時にディクセンの助言に従い、イグレジアスとの戦いを優位に進めていたデュルクハイムと契約を結び、同時期にドラングースの元に援軍として派遣されていたルーミスの指揮下に入る。これを機にルーミスと親しくなり、彼と共に戦うことを望むようになるも、ルーミスが直ちに撤退せよという命令への違反を承知で占領下の都市ソルコリーナから住民を逃がそうとした際には、命令違反を犯した者は正規軍人であっても処罰され、それより立場が低い傭兵は処刑もあり得るのを承知の上でこれに従う。この住民救出作戦は成功し、ルーミスは特に処分はなく、むしろ住民の命を守った功績で中佐に昇格するが、さすがに傭兵である自分達はそうはいかないだろうという考慮の結果、ルーミスの協力を得て自らをアルテン・シュヴァルト傭兵団とは関係のない「バウアー傭兵団」を名乗ることにした。それから程無くしてルーミスの指揮下でファンデルシアを占領し、そのファンデルシアにてイライザに同行していたクレヴァニールやレムスと再会する。
その後、ルーミスの計らいで部下の傭兵達はデュルクハイム国民として認められるも、バウアーは現状のデュルクハイムへの不満からあえて国民登録手続きを行わず、ルーミスにデュルクハイムを動かして欲しいという思いを告白する。そして、アイゼンヴァント砦に攻め込んできたクレヴァニールと対面。自分の信念やルーミスのために刃を交え、砦内にてルーミスと共に果てた。
『Return』収録のシナリオ『SENSHI』では主人公を務め、彼とルーミスの生き様が描かれる。
PSP版の新シナリオではルーミスを殺す必要がないため、彼もまた生存する。その後はアイゼンヴァント山での最終決戦にてクレヴァニール達と共に戦い、ルーミスが曲射召喚砲を解体するまでモンスターの群れを食い止めた。

### デュルクハイム国
ルーミス・リヒトマン
声：岡野浩介
デュルクハイム国軍で研究員を務める将校。階級は大尉。魔法研究において優れた才覚を持ち、数々の実績を有する。また、その優れた頭脳は研究のみならず実戦での戦術・戦略でも大いに振るわれる。
当初は研究職に就いていたが、状況の変化と共に実戦部隊に配置換えとなり、少佐に昇格する。その後はミュンツァーの奇襲やトロックメアの事件などが続く中クレヴァニール達ルイン・チャイルドがルードヴィッヒやカーギルによって人体実験をされていると知り、レムスに情報を教えて助け出させる。その後、ルードヴィッヒの命によりドラングース率いるイグレジアス方面軍に援軍の指揮官として派遣されるが、ドラングースから冷遇され後方の守りに就かされる。そこで彼は命令に違反して自分の部隊のみならず、占領下の町ソルコリーナの住民を引き上げさせるが結果として人命を守る姿勢が高く評価され、中佐に昇進した。
この頃、イグレジアス方面軍はリオスロック砦を拠点とするイグレジアス王国軍の守りを崩せずにいたが、ルーミスはリオスロック砦に固執せずファンデルシア港を狙ってはどうかと提案し、自分の部隊以外援軍無しの状態でファンデルシアを占領する。これに対しドラングースは敵軍をおびき寄せて返り討ちにしようとする作戦を立てるが、それは作戦域の気象条件上無理がある作戦であった。しかしルーミスの不安をよそに作戦は強行され、止む無くルーミスは主力が離れたリオスロック砦を奇襲し制圧する荒業を使った。これによりイグレジアス方面軍の戦況は好転するが、ヴァルカニア方面軍の状況変化によりルーミスは大佐に昇格した上でルードヴィッヒの元に戻る。また、時期は不明（少なくともルードヴィッヒよりは後）ながら、ルードヴィッヒと繋がりのあるヴェスターより召喚術の手ほどきを受け、召喚術士となる。
PS2版の展開では、マーキュレイ・オーディネル連合から出された連邦制の提案に対し、「戦勝国であり、上院議員が過半数を占めるマーキュレイとオーディネルが この先も大陸の権力を握り続け、デュルクハイムの人々は権力を奪われるだけでなく、自分の自由な意思すら失うのではないか」と危惧を抱き、ルードヴィッヒのやり方を全面的に認めてはいないながらもあえて彼の下で戦い、その果てにクレヴァニールに敗れ、彼に世界の未来を託して死亡する。この時、ルーミスはクレヴァニールに召喚士である自分とルードヴィッヒを討たせれば、世界は救われる旨の発言をしている。
『SENSHI』ではルードヴィッヒのやり方に対する反感が明確に描かれ、バウアーの後押しを受けてルードヴィッヒと実質的な宣戦布告とも言えるやり取りを交わしていた事が判明し、もしデュルクハイムが勝利していたら、国の未来を賭けたルードヴィッヒとルーミスの戦いが始まっていた事が示唆される。
PSP版新ルートでは配下の兵やバウアー達を助ける為に降伏し、クレヴァニールの能力で召喚師の力を消すことによって生存する。新体制の問題を指摘しつつもクレヴァニールの説得を受け、自分が危惧する世界にならないよう、今まで避けていた政治の世界に身を投じる決意をする。その後はアイゼンヴァント山での最終決戦にてバウアーと共にクレヴァニール達と共闘し、曲射召喚砲の解体に尽力する。
ルードヴィッヒ
声：山崎たくみ
デュルクハイム国軍、ラインファルツ基地司令を務める将校。階級は准将。大陸のみならず、世界の覇権を掴まんとする野心家。
もともとは軍人ではなく政治家を志しており、かつては町会議員を務めていたが、人脈や実績がなかったため発言力が弱く、全くの鳴かず飛ばずであった。その経験から、自分自身に箔をつけることを思い立ち、デュルクハイム国軍に入る。そして、その優秀な頭脳で順調に出世を重ね、イグレジアス王国との戦争が勃発してからはアイゼンヴァントの戦いにて大勝利を収め、見事国の英雄と認められるまでになる。しかし、その反面ドラングース達古参の上級将校からは、成り上がり者と反感を抱かれている。
目的のためには味方すらも死ぬことを前提にした駒として扱う。ラインファルツ基地がヴァルカニアに襲撃された際は、魔法研究において後塵を拝さぬためにルイン・チャイルドたちを非道な実験に掛け何人も衰弱死させており、この件でクレヴァニールとの間には遺恨がある。
後にデュルクハイム大統領選に出馬。デリンガーを退けて新たな大統領となる。更に臨時法案を制定することで同時に軍の陣頭指揮も可能とする最高責任者にも就き（公的な肩書は大統領のままだが、カーギルからは「総統閣下」と呼ばれている）、世界制覇に向けて動き始める。ヴェスターにより最強の召喚術を伝授されており、アイゼンヴァント砦での決戦では超大型召喚獣の内部に入ることで身を守りつつ、召喚獣に戦わせるという戦法でクレヴァニール達を苦しめた。最期は召喚獣ごと倒され、「なかなか楽しませてもらった」と言い残して死亡した。強大な野心のために多くの人間を犠牲にし、その末に手に入れたといっても過言ではない召喚師としての力が彼自身を破滅させたのであった。
デュルクハイムルートでは召喚術の使用禁止を材料にクレヴァニール達の受け渡しをマーキュレイに要求。更にはクレヴァニール本人にこれまでの謝罪と相応の待遇を約束する旨を伝える手紙を送り、軍に引き込む事に成功。彼らの活躍で戦争に勝利し、約束通り召喚士の力を捨てる。しかし直後にヴェスターが侵攻を開始した為、ルーミス等と共に自らアイゼンヴァント山に赴く。単身ヴェスターに戦いを挑み、一時は窮地に立たされたが、駆け付けたクレヴァニール達の協力で侵蝕者ヴェスターを倒した。大陸平定後、クレヴァニールを片腕として世界制覇に乗り出す（展開によっては下剋上を望むクレヴァニールに倒される）。
デリンガー
声：仁古泰
デュルクハイム国大統領。兵器企業と太いパイプを有しており、イグレジアスとの戦争については肯定的である。その一方、自らの支持率を高めようとルードヴィッヒとも接近する。
ルードヴィッヒが首都デュルケンで大統領選挙出馬までにイグレジアスとの戦争を終わらせると宣言し、勝利を収めたため、自らの足場が危うくなると悟ったデリンガーは最早英雄は不要と考え、カーギルにルードヴィッヒを暗殺するよう命じる。しかしカーギルはルードヴィッヒに寝返っており、暗殺命令は空振りに終わり大統領選挙でも大敗を喫してしまう。その後、マーキュレイ・オーディネル連合から降伏勧告が届いた際にはこれを受け入れてはどうかとルーミスに相談するも、そのルーミスからは降伏後に潜む危険性を指摘され、協力を得られなかった。
『Return』のOVAに僅かながら登場し、五州制になった後はデュルクハイムの代表議員に就任している事を伺わせる。
カーギル
声：関根宏次
デュルクハイム国軍内に秘密裏に存在する情報部「アォスグラィヒ」の指揮官。階級は少佐。デリンガーの子飼いの部下であり、ルードヴィッヒの頼みを受けたデリンガーの意向により、ルードヴィッヒと協力関係を結ぶ。自らが率いる戦闘部隊だけでなく、傭兵を動かしたり毒物などを用いるなど作戦の遂行には手段を選ばない、冷酷な性格。
ルードヴィッヒと共にルイン・チャイルドに潜む未知の可能性を探るべく人体実験に着手。クレヴァニールに眠り薬を盛って拉致し、多くのルイン・チャイルドを拷問まがいの実験の果てに死なせる。その後は脱走したクレヴァニール達を抹殺するよう手を回す。また、ファンデルシア占領後に抵抗運動を行っていたメイフィールド卿を罠にはめて殺そうとするも、クレヴァニールやイライザの妨害によって失敗し、逃走。その後は本編で登場する事は無い。
『Return』にて、デュルクハイムの残党として活動を続けていた事が明らかになる。レムスの父の仇であることを明かすが、そのレムスに敗北し、逮捕された。
PSP版では関連するキャラクターであるマグナスの登場によりイベントが追加され、新ルートでは引導を渡すことが可能となった。デュルクハイムルートでも展開によってはストーリーに関わって来る。
エイブラム
声：竹田雅則
ラインファルツ基地に所属する将校。階級は中佐。普段は新兵に訓練を施す教官であるが、ルードヴィッヒ不在の折は、階級の関係で基地の副責任者を兼務している。
兵士達にとっても良き教官であったが、ミュンツァーの襲撃の直前、彼の策をルーミスが部分的に言い当てるも、ルーミスが研究職出身で実戦経験が皆無であることを理由に却下し、結果ラインファルツ基地の守りを手薄にしてしまった。そして、ミュンツァーの襲撃時に自らミュンツァーに剣を手に挑み、そこでヴァルカニアが魔法を研究していたことを知る。その直後、ミュンツァーの剣に倒れ戦死した。死に際にクレヴァニールたちの身を案じていた。
グラフィックは前作に登場したアグレシヴァル王国将軍のものを流用している。ただし、立ち絵は無い。
マウラー
声：金光宣明
ルードヴィッヒ配下の将校。階級は大尉。マーキュレイ王国王都マーキュリアへの侵攻作戦時に指揮官を任されるが、『侵攻作戦を仕掛ける事でマーキュレイの防備にヴァルカニア軍を動かし、本来なら戦争に割かれるはずのヴァルカニアの戦力をそちらに向ける事が目的』で、作戦そのものは失敗しても構わなかったため、必要最小限の戦力しか与えられなかった。しかし、犠牲を最小限に留めて撤退する引き際の良さや、その高い戦闘能力、部下から信頼される性格から次第に重要な役目を任されるに至る。クレヴァニール達と幾度となく死闘を繰り広げるが、ラインファルツ基地で無念の死を遂げる。
PSP版では展開が変わっており、ラインファルツ基地での戦いに敗れると逃走して生存する。以降は対峙する事は無いが、デュルクハイムルートでは彼の訓練に付き合う事が可能で、達成すると報酬が貰える。
PSP版が発売するにあたり立ち絵の追加が期待されたキャラクターの一人であったが叶わなかった。
ドラングース
デュルクハイム国軍の主力を成す、イグレジアス方面軍総司令官を務める将校にして国軍の総大将。階級は大将。傲慢な性格の持ち主で、ルードヴィッヒを成り上がり者と見下し、後にルードヴィッヒより援軍として派遣されたルーミスも冷遇する。しかし、その実体は傲慢さゆえに己を過信する無能な将軍だった。
総勢5万を誇るイグレジアス方面軍の戦力に物を言わせて戦いを優位に進めていたが、イグレジアス王国側が悪名高い傭兵部隊「死翼傭兵団」を雇ったことで状況は悪化する。これに対する有効な策を立てられないまま、結果として冷遇していたルーミスのおかげでリオスロック砦を落とすという、不本意な勝利を得る。これに対し、ルーミスやルードヴィッヒへの対抗心からイグレジアス王国の王都イスケンドロスへと強引な攻撃を仕掛け、結果戦死した。これを聞いたルードヴィッヒは「何という無能な……」とストレートに彼の無能さを酷評した。
ガスタ
ドラングースの腹心にして、イグレジアス方面軍副司令官を務める将校。階級は少将。ルードヴィッヒやルーミスを嫌っていたが、彼もドラングース同様ただの無能な将軍。
ドラングースによる王都イスケンドロスへの攻撃中、ドラングース共々イグレジアス王国軍に討たれ、戦死した。ドラングースとガスタというトップ2を失ったイグレジアス方面軍はこれによって指揮系統が混乱し、勝利を目前にして身動きすらままならなくなった。
ディクセンの妻
声：小林けい
ラインファルツ基地の西にあるリボッカ村在住の女性。夫ディクセンのみならず娘レジーナが傭兵として戦場に出るのには反対していたが、彼女の固い意思を覆すには至らなかった。クレヴァニールやレムスから2人の最期を聞き、母親のいないレムスと絆を深めるが、直後にレプリカ天使の攻撃でリボッカ村ごと吹き飛ばされて死亡してしまう。
スウォーブ
デュルクハイム国内で活動する記者。トロックメアを訪れたクレヴァニール達と知り合う。政権の陰にあるアオスグライヒの暗躍を知り、その存在を白日の下に晒す事で現ルードヴィッヒ政権の悪事を暴こうとしている。自身はトロックメア崩壊事件の線からアオスグライヒを追っていた所をクレヴァニールと再会し、カタリナ探しの最中だったイライザに情報を提供した。後に自身が依頼人としてイライザの屋敷にやってくる。
クロンカイト
スウォーブの相棒だった記者。現在はアォスグラィヒを追う為に一時コンビを解散して活動している。しかしリーゼルに向かったのを最後に連絡が取れなくなる。実はリーゼルにてマリアを保護しており、イライザの到来を待っていた。奇しくもスウォーブの手紙を届けに来たイライザ達と行動を共にし、メイフィールド卿の事件の解決後はアォスグラィヒ告発の記事を書くべく帰国する。

### ヴァルカニア王国
ベルハルト・ミュンツァー
声：稲田徹（PS2） / 宮崎寛務（PSP）
ヴァルカニア王国が誇る一騎当千の精鋭、ロイヤル・ガードの一員。見た目の割には若く、30代前半である。アルフォンスやディアーナより年上のため、リーダー的存在である。国民や部下への心配りの出来る優しい人物。ヴァレリーをラインファルツ基地から誘拐した張本人だが、その優れた人柄に接してきたヴァレリーに心酔されており、ヴァレリーに「あの方のようになりたいと思う」と言わしめる程。
戦争勃発後は親を無くした戦災孤児を引き取ることをヴァルカニア王が奨励したため、戦災孤児の少女ラティカの養父となる。良き指揮官であると共に良き父親である人格者だが、戦場に立てば凄まじい威力の剣術を振るう。
オーディネルとの戦争勃発により、かつての同僚アルフォンスと敵対することになる。戦いの果てにアルフォンスを追い詰めるも、駆けつけたクレヴァニール達の加勢により致命傷を負い、手当ての甲斐なくシルヴァネールが見守る中息を引き取った。なお、クリストファーが胸に抱える病を知っており、彼のために薬を手渡す場面もあった。
なお、ファーストネームの「ベルハルト」はゲーム中には一切登場せず（「B・ミュンツァー」と表示）、『グローランサーアートワークス』など、一部の書籍でのみ確認できる。
PSP版では彼と共闘するイベントが追加され、更には新規に追加されたラティカ関連のイベントをこなすことで生存が可能となった。その場合でも療養のために戦場から身を引くことになるが、アイゼンヴァント山の最終決戦には加勢する。旧ルートでも生存可能になった数少ないキャラだが、新ルート以外では以後の出番は無い。
ディアーナ・シルヴァネール
声：園崎未恵
ロイヤル・ガードの紅一点で、レブラントの領主でもある。ヒエンの姉の娘、即ちヒエンの姪であり、彼と同様の二刀流剣術を使う。幼い時に父を亡くし、後に母とも他界したことから、祖国ヴァルカニアを実の親のように思い生きてきた。そのため、国家や元首であるヴァルカニア王への忠誠心は高い。また、ロイヤル・ガードの同僚であるミュンツァーやアルフォンスに対して強い仲間意識を持っている。
デュルクハイムがヴァルカニアに宣戦布告後は、一軍を率いてルードヴィッヒ率いるヴァルカニア方面軍と対峙する。しかし、デュルクハイム軍の主力がイグレジアスとの最前線に展開しているイグレジアス方面軍であった影響で与えられた兵力は小さく、ようやく来るはずだったシモンズ率いる援軍もマーキュレイの王都マーキュリアへ回される有様だった。その後、マーキュレイ・オーディネル連合との戦争勃発後は引き続きデュルクハイムと対峙していたが、ミュンツァーの戦死後は彼女の軍勢がデュルクハイムとマーキュレイ・オーディネル連合双方と刃を交えることになる。
やがて戦いはマーキュレイ・オーディネル連合側が優位となるも、ヴァルカニア王の元で遺跡から運び出され組み立てられていた巨大魔動砲が完成し、進軍中のマーキュレイ・オーディネル連合軍に大打撃を加える。そして、ヴェスターの手でアルフォンスも討たれるが、クリストファーがアルフォンスの後継者として指揮を取り、巨大魔動砲もクレヴァニール達に破壊されたためヴァルカニアの劣勢は確定してしまう。シルヴァネールはそれでもなお祖国やヴァルカニア王のために戦う覚悟を決め、王都目前まで迫ったクレヴァニール一行と最後の戦いを展開する。
しかし幾多の戦績を重ねたクレヴァニールたちには及ばず、部下たちは破れ、自身も撤退を余儀なくされた。ヴァルカニア王は最早敗北は確定したとし、民を守るため降伏の証として自らの首を届けるようシルヴァネールに命じる。かくしてシルヴァネールは無念を噛み締めながらマーキュリアの王宮に王の首を届け、降伏した。この時その場に居合わせたクリストファーから優しい言葉をかけられる。その後、未だ抗戦の姿勢を崩さないルードヴィッヒ率いるデュルクハイムにクレヴァニール達が赴いた際には応援に出向いたクリストファーと共闘し、2人でアイゼンヴァント砦に迫る約千人ものデュルクハイム兵を倒して結果的にルードヴィッヒと戦うクレヴァニール達を支えた。その後、戦争が終結し、最後の戦いの地へ向かうクレヴァニールたちを見送り和解した。
士官学校時代はアルフォンスやクリストファーと同期であったが、その頃からクリストファーに密かに思いを寄せていた。
『Return』収録のシナリオ『Foreboding』では士官学校時代の彼女が描かれる。付属のOVAでも主役を務め、戦争後の世界で苦悩しながらも自らの進むべき道を模索する姿が描かれる。
PSP版ではイベントが多数追加され攻略可能となった。ミュンツァーのフェイトを成功させているとクレヴァニールに一騎討ちを申し込んでくる。これに勝つことがエンディング条件だが、この時点ではLv58とかなりの強敵。新ルートでは生存しているロイヤル・ガードと共にアイゼンヴァント山に赴き、曲射召喚砲を停止しようとするルーミス達に協力した。デュルクハイムルートではオーディネルの決戦でクレヴァニール達によって討たれる。
ノーマン
声：熊岡正浩
ミュンツァー配下の若手将校。階級は少尉。年若いながら判断力と冷静さに富み、ミュンツァーからも高く評価されている。また、ミュンツァーやヴァルカニア王国への忠誠心も深い。
ミュンツァーの戦死後に脱走したヴァレリーに対し、なぜ共にヴァルカニアを支えようとしないと叱責するも、そこでヴァレリーから彼の過酷な周囲からの風当たりを聞かされる。そこにクレヴァニール達が到着したのを見てヴァレリーがマーキュレイと内通したと勘違いし、劇昂して剣を振るうも、倒れる。死を目前にしたノーマンにヴァレリーはミュンツァーの後継者はヴァルカニア人のお前がふさわしいと思いを語り、ヴァレリーの本音を噛み締めたままミュンツァーの元へ旅立った。
PSP版でミュンツァーを生存させた場合は彼も死なない。ミュンツァーに言われた通りヴァルカニアを去ることになったヴァレリーの背中を押す役割となり、以降は戦うこともない。
年齢については攻略本によって異なっており、19歳とするものと、28歳とするものがある。ちなみに、19歳のヴァレリーが敬語を使わずに話している。
シモンズ
声：竹田雅則
ヴァルカニア王国軍の将校。階級は少佐。元々は彼が尊敬していたミュンツァーの配下であったが、シルヴァネールの配下に転属されたため、彼女を内心では軽く見ている。また、与えられた任務をこなす職業軍人であるがそれ以上に強い出世欲の持ち主であり、弟や家名のおかげで無官の身ながら宮廷に出入りできるクリストファーに堂々と苦言を言い放ち、さらには裏取引によってある陰謀に加担する。
マーキュレイの王都マーキュリアがマウラー率いるデュルクハイム軍の襲撃を受けた件でマーキュレイの要望を受けたヴァルカニア王より、当初の予定を変更する形で兵を率いてマーキュレイに入る。しかし、この時シモンズはヴァルカニア王からデュルクハイムとの戦争に必要な財源としてマーキュリアの王宮にある国庫をヴァルカニアへ輸送するよう命を受けており、またルードヴィッヒが送り込んだカーギルとも接触し、ヴァルカニアとマーキュレイとの間に戦争を引き起こす裏取引をした。そして、マーキュリアの王宮にてシモンズは王宮警備の名目でアリシアやベイカー率いる騎士団及び文官達を一人残らず追い出し、マーキュレイの財政を傾けるには十分すぎるほどの国庫をヴァルカニアに輸送した。しかし、輸送部隊はクレヴァニール達の手で倒され、シモンズ自身も王宮に乗り込んできたクレヴァニール達に敗れ、逃走した。
その後はシルヴァネールの配下としてデュルクハイム軍やマーキュレイ・オーディネル連合軍と抗戦するが、バルトリック砦の戦いではヴァルカニア王と協力関係を結んだヴェスターの底知れぬ力を察し、アルフォンスとの戦いを任せ自らはクレヴァニール達と戦う。しかし、アルフォンスを倒したヴェスターが砦から引き上げたためにそれ以上ヴェスターに頼ることが出来なくなり、奮戦虚しく討たれた。
ヴァルカニア王
声：西松和彦
ヴァルカニア王国を治める国王。国民思いの王であり、国益のために魔法や天使に関する研究を推し進める。また、国民のためならば冷酷な判断をも下せる一面を有する。クレヴァニール達によって魔動砲が破壊され、シルヴァネールも敗走した事を機に、これ以上戦争が長引けば国を疲弊させるだけと判断。国民のために自分の首を差し出して終戦を申し込むようにシルヴァネールに命じ、共に逝こうとした彼女を叱責して国の未来を託し、その生涯を終えた。
モーティス
アルテン・シュヴァルト傭兵団団員。傭兵団ではディクセン、バウアーに次ぐ実力ナンバー3の剣術の使い手。傭兵団解散時に故郷のクラスダールへ戻ることを決め、クレヴァニール達と別れる。その後はクラスダールにて農夫として生活するが、田舎に染まりきっていない風貌や仕草から、クラスダールのとある若い娘から思いを寄せられている。
ヒエンがカーギルに追われてクラスダールに逃げてきた際には、自ら剣を手にヒエンに加勢し、クレヴァニールやレムスとも傭兵団時代以来久々に共闘することになる。NPCとしては比較的強い。その戦闘で戦闘不能になると死亡してしまうが、生き延びた場合は彼に思いを寄せている村の若い娘とは何らかの進展があったらしく、メルの店のチラシを持っていくとそれを思わせる発言をしている。
ラティカ
声 - 片山いずみ（PSP）
クラスダール在住の少女で、宿屋の手伝いをしている。戦争によって親を亡くすが、ミュンツァーに引き取られ彼を父親として慕うようになる。
ミュンツァー戦死の報に衝撃を受け、悲しみを抱くも、仇であるクレヴァニール達が自らミュンツァーの死の模様を伝えることで、立ち直ることが出来る。PSP版では彼女の父への気遣いがミュンツァーの命を救うことになる。ミュンツァーを生存させた場合、新ルートでは彼の様子を詳しく聞く事が出来るが、旧ルートではただ負傷して療養中という事が聞けるのみ。

### オーディネル
アルフォンス・オーディネル
声：高橋広樹
名門オーディネル家の現当主であり、オーディネル家の名を持つ都市オーディネルの領主。そしてロイヤル・ガードの1人で、細身の双刃剣の使い手。25歳。愛称はアルフ。ヴァルカニア王国やオーディネルの領民を思う真面目な人物だが、一見軟派な双子の兄クリストファーのことを信頼し、大切に思っている。なお、とあるオーディネル領民によるとアルフォンスとクリストファーは2人とも美しい母親似で、豪快な（言葉を濁した表現である）父親とはあまり似ていないとのこと。兄とは外見がそっくりな一方で性格は違うが、イライザに対しての発言内容は似ており、クリストファー曰く「つまりあいつも女好き」。
シモンズによるマーキュリア王宮占拠とこれに対するクレヴァニールやアリシア達マーキュレイの反抗後、これに対してヴァルカニア王が報復として宣戦を布告しようと決意した際、これを止めるよう進言するがヴァルカニア王は聞き入れず、ついには業を煮やしたヴァルカニア王から一軍を率いてマーキュレイを攻めるよう命じられる。これに対してアルフォンスは国や王への忠誠心やマーキュレイへの思いの板挟みになって苦悩するが、クリストファーから「自分の望むようにやればいい」と言われ、オーディネルを独立領とした上でマーキュレイと連合を組み、ヴァルカニアやデュルクハイムと戦う決意をする。そして、オーディネル住民の戦乱に巻き込まれたくない希望者を移住させた上でマーキュリアの王宮に出向き、アリシアと同盟を結ぶ。
それからはミュンツァー率いるヴァルカニア軍と戦うが、ミュンツァーの仕掛けた罠に掛かり後続部隊と分断された上でミュンツァーの直卒部隊に包囲される。それでもアルフォンスは奮闘するも同行していた部下の方が保たない状況になるが、クレヴァニール達の加勢によってミュンツァーを倒し、窮地を脱する。その後、都市レブラントを戦乱に巻き込まぬよう避けて軍を進めていたが、巨大魔動砲の砲撃によって先陣の部隊は壊滅し、巨大魔動砲のあるバルトリック砦を攻める。そこで、ヴァルカニア王と協力関係を結んでいたヴェスターと遭遇し剣を交えるが、ヴェスターの放った攻撃の前に致命傷を負い、戦死した。
PSP版では旧ルート以外にて、闇封じのメダリオンでヴェスターを弱体化させる事により、一命を取り留める事が出来る。その場合でも療養のために戦線離脱し、且つ敵側の混乱を狙って対外的には死亡した事にし、クリストファーが指揮権を引き継ぐ事になる。その後、アイゼンヴァント砦での決戦にて兄に加勢し、ヴェスターとの最終決戦でもシルヴァネールらと共にルーミス達に加勢した。
クリストファー・オーディネル
声：高橋広樹
名門オーディネル家の長男。愛称はクリス。25歳。士官学校では双子の弟アルフォンス以上の成績を出していたが、ある事件の後中退し無官の身となる。その後は各地を遊び歩き、女性を口説くなど軟派な言動が目立つが、反面アルフォンスや他者への気配りを見せるなど繊細な部分がある。なお、士官学校時代のある事件以来、何かを抱えているようだが、その真相はミュンツァーなど一部の人間しか知らない。
最初はデュルクハイムで女遊びに耽っていた所をクレヴァニール達とすれ違い、ヴァレリー曰く、フレーネにも言い寄って来たので引き剥がすのに苦労したと言う。その後、イライザにファンデルシア占領の知らせを届けに来た際にクレヴァニール達と知り合い、以後は何かと交流を持つ事になる。あちこちで女性を口説いていた為、PSP版では彼の女遊びが原因でクレヴァニール達がピンチに陥るシーンがある。
実は仕官学校時代にアルフォンスと防具を付けずに打ち込みをした際、打ちどころが悪く肋骨を折り、その破片が体内に残ってしまっている。しかし名門の人間という事でどの医者も失敗を恐れて手術を断ってきたため、未だ肋骨の破片がいつ内蔵を傷付けてもおかしくない状態にあり、激しい運動をすると胸を押さえるほどの痛みに見舞われる。
アルフォンスの死後はその意志を継いでオーディネル当主となり、獅子奮迅の活躍を見せる。アイゼンヴァント砦での決戦の際はデュルクハイム軍を食い止めるために立ち向かい、たった一人で数百人の軍隊相手に奮闘するもやがて劣勢に追い込まれる。シルヴァネールの加勢でなんとか切り抜けるが、その無茶が祟って昏睡状態に陥る。事前にディラインに治療させていれば回復するが、そうでない場合はそのまま死亡してしまう。生存した場合は絶対安静の身ながら、シルヴァネールに支えられてクレヴァニール達の見送りに来る。
『Return』のOVAでは無事回復しており、新たな世界に苦悩するシルヴァネールの支えとなる。
PSP版でアルフォンスを生存させると、療養の為に一時離脱した弟の代役として指揮権を引き継ぐ。その場合は手術ができなくなるが、アイゼンヴァント砦での戦いでは彼の加勢によって余裕を保ったまま切り抜けるため、クリストファーの生存も確定する。後にヴェスターが曲射召喚砲を放った際、市街地を守るべくモンスターと戦っていた。
ネッド
アルテン・シュヴァルト傭兵団団員。「元気が一番」が口癖。傭兵団ではモーティスに次ぐ実力者だったという。解散時に実家のあるサンセールへと帰るが、早々に父親と喧嘩して家出し、オーディネルに移り住んでいた。戦争時にはオーディネル軍に参加し、その強さで勝利に貢献した。
サントス
アルテン・シュヴァルト傭兵団団員。傭兵時代から食事当番であり、解散後は料理人になるという夢を叶えるべく旅立つ。オーディネルの宿屋で料理修行中にクレヴァニール達と再会する。
ヨゼフ
アルテン・シュヴァルト傭兵団団員。涙脆い性格で、傭兵団解散時には泣き顔を見られたくなくて姿を見せなかった。しかし結果的にディクセンとの今生の別れを逃してしまった事を後悔していた。PS2版では名前のみの登場だったが、PSP版の新規イベントで初めて姿を見せた。

### マーキュレイ王国
アリシア・マーキュレイ
声：荒木香恵
マーキュレイ王国を治める姫。本来の国王である父が失踪しているため、国王ではなく「国主」の肩書きを使っている（一部シーンでは「女王」を名乗る事がある）。「結婚前の女は素顔を晒してはいけない」という現地の古いしきたりにのっとり、顔を隠した構造の礼装に身を包んでいる。そのため、彼女の顔はあまり知られていない。
父王レイニッシュと王妃である母との間に双子の弟レムスと共に生まれるも、マーキュレイ王国に伝わる預言書「メルキュースの託宣」に「双子が生まれし時にマーキュレイに危機が訪れる」という記述があったため、レムスや彼を連れて出奔したレイニッシュと離れ離れになる。その後、母亡き後はマーキュレイ王国「国主」としてベイカーや文官達と共に国を治めるも、その責務からリラックスするためにクリストファーの協力を得て、自分の素顔が知られていないことを利用して素顔を晒した私服姿で「アリス」と名乗り、マーキュリアの街中をお忍びで出歩いていた。
このようにして彼女は順調に国を治めていたが、レムスがクレヴァニール達と共にマーキュレイに漂着してきたと同時にマウラー率いるデュルクハイム軍がマーキュリアを襲撃し、さらにはシモンズやヴァルカニアの横暴によりヴァルカニアとも戦争状態に陥ってしまう。こうした状況にアリシアは1人苦悩するも、クレヴァニール達との相談を経て「メルキュースの託宣」に頼ることを止め、同時にレムスに対して自ら姉であることを告白する。
戦争終結後にノイエヴァール大陸各国が構成する民主制連邦国家が誕生後は、マーキュレイ王家が象徴的な存在となった関係で彼女の暮らしぶりも若干質素なものになるが、彼女は特に気にせずせいぜい自分を訪ねる相手におもてなしが行き届くかどうかを心配する程度。
PSP版では関連イベント、及びエンディングが追加され、密かにクレヴァニールに想いを寄せていたことが明らかになる。
ベイカー
声：小林範雄
マーキュレイ王国軍の中核を成す、騎士団の団長。軍事面で他国に劣るマーキュレイでは数少ない前線を任せられる人材。やや頭が固い部分があるが、真面目な性格でアリシアから信頼されている。
終盤において、クレヴァニール達に自分がアリシアの重臣でありながら彼らほど力になれない現状に対して、嫉妬心を抱いていたことを告白した（PSP版では旧ルートのみ）。
ポラック
マーキュリアに本店を構えるポラック商店の経営者。マーキュレイ以外の各国にも支店を構えており、クレヴァニール達に一般には流通していない『魔石』を売るよう手配する。また、イライザから注文を受けて彼女の故郷イグレジアスから、イグレジアス産のリンゴを取り寄せたこともある。

### イグレジアス王国
イグレジアス王
イグレジアス王国を治める国王。国土の大半が寒冷地で、港町ファンデルシアも冬季には凍結して使えない現状を打開すべく、豊かな土地や不凍港を求めて南のデュルクハイム国への侵攻を決めた。しかし、アイゼンヴァントの戦いにてルードヴィッヒにより大敗して以来敗北が続き、危機に直面している。
不評不名誉を被ることを覚悟の上で悪名高い「死翼傭兵団」を雇うも、デュルクハイムとの戦況を覆すには至らず、ドラングースやガスタの死後にデュルクハイム軍を率いて攻撃を仕掛けてきたルードヴィッヒに完敗。民のために豊かな土地が欲しかったと自らの望みを振り返りながら、降伏した。その後の生死は不明。
メイフィールド卿
声：仁古泰
イグレジアス東部の港町ファンデルシアの領主。イライザの父。ルーミス率いるデュルクハイム軍の部隊が魔法を駆使してファンデルシアを占領して以降は、行方不明となる。
その後は地下に潜り、クーデターの準備を進めてたが、やがて屋敷を取り戻す。しかしそれはデュルクハイム軍の罠であり、逆に包囲される形で屋敷に閉じ込められてしまう。それでも穏健派のルーミスが指揮官のうちは良かったが、やがてカーギル率いるアォスグラィヒに指揮権が移ると窮地に立たされる。イライザのイベントを進めると救出可能。その場合、イライザの言葉で民の暮らしは占領前と後で変わらなかった事を気付かされ、「民のため」とは言いつつも実際は元の統治体制に拘るあまり、元に戻そうとしていただけだと悟り、もうクーデターは起こさないと約束する。
マリア
声：和田みちる
イライザの乳母。アォスグラィヒに襲われて重傷を負っていた所をクロンカイトに保護されていた。訪れたイライザにメイフィールド卿のクーデターについて知らせる。

### エンジェリックチャイルドと天使たち
ブリュンティール・ソロ
声：子安武人
ラインファルツ基地所属のルイン・チャイルド。愛称はブリュン。23歳。身長 177cm。剣術や魔法に秀でた逸材で、自分に厳しく他人に優しい性格。だが、なぜかクレヴァニールには厳しい面もある。ミュンツァーの襲撃後は消息を絶つ。
ラインファルツ基地を襲撃し、ヴァレリーを拉致したミュンツァーに自ら近づき、ヴァルカニア軍人となるがミュンツァーから内に秘めた意思を見抜かれ、ヴァレリーが実戦部隊に配属されたのは対照的に、後方の遺跡探索部隊の隊長にされる。その後、いくつかの遺跡を探索した後、ヴァルカニア軍を脱走する。
彼の正体は天使に対抗すべく生体改造を受けたエンジェリック・チャイルドであり、またクレヴァニールの実の兄でもある。冬眠から覚醒した時点で自らに託された使命を知っていたが、天使を倒す手段は伝えられていなかったため、デュルクハイム軍やヴァルカニア軍に入隊してその権限で各地の古代遺跡を巡り、情報収集をしていた。そして、希望の遺跡においてクレヴァニールやフレーネに自らの秘密を語る。その直後に遺跡を襲ってきた天使アキエルに対し、遺跡にあった対天使兵器エクスクリシブ・ロッドとフレーネのアストラルパワーを使って攻撃を仕掛け、アキエルの体を守る力場を消滅させる。戦いの果てアキエルを倒すも、無理をしたブリュンティールの体は限界に達しており、弟であるクレヴァニールに後を託して息を引き取った。
PSP版では死に際に自分とフレーネのアストラルパワーを全てクレヴァニールに託す。更に、生前に天使因子やエンジェリックチャイルドについて詳細に記したレポートを残していた事が判明し、世界を救うために身を削っていたクレヴァニールの大きな助けとなる。最終決戦後はヴェスターを倒したものの力尽きてただ一人異界に残されたクレヴァニールの前に魂となって現れ、「世話が焼ける」と呟きながら彼を元の世界へと送り返した。
アキエル
声：河本邦弘
男性型の天使。人類に対して攻撃を行う。物語の当面の敵である。
その正体は未来からやって来た使い魔であり（ただし「過去の世界」に来てから7000年以上経っており、作中の時代から見て「未来」といえるかどうかは不明）、未来世界が滅んだ原因である異世界からの侵略を阻止すべく、異世界との門を広げる召喚師を殺してきた。しかし幾ら召喚師を殺しても人間は召喚術を手に入れてしまう上に、自分達が提供した魔法消去装置の技術を魔動砲に転用したため、人間に愛想を尽かしてしまう。挙句、説得に向かったユリエルを利用してレプリカ天使を造り、差し向けて来たことで完全に人間と決別。人類に対して本格的に敵対行為を始め、2000年前に徹底的な破壊を行い、これによって人類の文明は一度滅んでしまった。
以降、しばらく人間が召喚術を手にしなかったため、2000年間は何もせずに済んだが、現代においては再び召喚術が使われだしたことにより破壊活動を再開。レプリカ天使を使役しつつ各地の魔法関連の施設、遺跡などを発見次第破壊し、多くの命を奪ったが、ブリュンティールやクレヴァニールの活動によって対抗策を練られてゆき、最期は希望の遺跡にてエクスクリシブ・ロッドの反アストラル結界「ディアボロスの檻」に閉じ込められ、ブリュンティールに力場を消滅させられた所を倒された。最期まで人間の愚かさを嘆きつつ、シュタイマン博士を想いながら消滅した。
ユリエル
声：藤臣香乃
女性型の天使。アキエル同様、異世界からの侵略を阻止すべく未来からやって来た。召喚師を殺す使命を果てし無く繰り返すうちに精神的に疲れ果て、召喚術を止めさせるため人間達を説得しに向かう。しかし、長きに渡って召喚師を殺戮して来た天使を人間達は迎え入れず、捕縛される。そしてエンジェリック・チャイルドや、レプリカ天使など、天使対策に利用されてしまう。その存在は現在では三つに分けられ、クレヴァニール、ブリュンティール、フレーネの中に宿っている。
レプリカ天使
ユリエルを模して造られた対天使兵器。元はアキエルを抹殺するために製造されたが、逆に制御を奪われ、アキエルの操り人形と化した。量産も計画されていたが、第一号がアキエルに操られた為、人類の敵を増やすだけだと判断された事で計画は工場諸共凍結された。台詞は一切なく、また感情も希薄。容姿は一言で言えばユリエルの色違い。マギーが放った大砲の一撃により轟沈し、墜落したところをクレヴァニールたちに倒された。
シュタイマン博士
声：仁古泰
ブリュンティールが語る重要人物。
魔法文明の発達した遥か未来の世界の魔法科学者。その技術で天使を模した使い魔アキエルとユリエルを生み出すも、異世界からの侵略により未来世界は窮地に陥る。これに対しシュタイマン博士は最終手段としてアキエルとユリエルに異世界の侵略者への対抗兵器であるメダリオンを渡し、侵略を阻止すべく古代の時代に2人を転送する。なお、人間に愛想をつかしたアキエルが唯一、終始大切に思っている人間であった。

### その他・友人・知人
エレナ
声：倖月美和
クレヴァニール達と同じルイン・チャイルドで、デュルクハイム軍に所属していた。カーギルらによって他のルイン・チャイルド同様収容所に送られ、拷問まがいの日々を過ごすが、恋人のラウルと励まし合って生き延びていた。しかし、ラウルはその日々の中で死亡してしまい、その事実を知って絶望し、死亡してしまう。クレヴァニールがラウルのフリをして勇気付け続ければ救うことが出来、その場合はクレヴァニール達と別れてデュルクハイムに残ることになる。
ロベール
声：池田真一
ラインファルツ基地に所属していたルイン・チャイルドでクレヴァニールの軍役時代の同僚。他のルイン・チャイルド同様収容所に送られ、拷問まがいの日々を過ごしつつも脱出の機会をうかがっていた。しかしそれも空しくやがて衰弱し、クレヴァニールに思いを託して息を引き取る。
メリック
声：池田真一
レオナの兄で、レオナと同じく異世界の住人だったが、ひょんなことからこちらの世界に飛ばされて来た被害者。妹とは異なり、言葉は流暢である。マギーの居た村に住み着いており、レヴァンにオーブリオンの球根の一つを売った。後にペサック族が一生に一度罹るというバルサ熱を患うが、その特効薬はオーブリオンの球根であり、持っていたもう一つを悪い人間に奪われてしまった。それ以来、人間不信に陥っている。球根を取り返して彼に手渡せば救うことが出来る。
回復後はレオナをクレヴァニール達に託して一人村に残り、それ以降については語られないが、『Return』にて魔法消去時に元の世界に戻っていた事が明かされた。
コンラッド
イライザに人探しを依頼してきた男性。トロックメアで暮らしていたが、崩壊事件の際に婚約者であるカタリナが行方不明になり、しかし彼女が死んだとも信じられず旅をしながら探していた。イライザにカタリナの消息か、もし死んでいるならその証拠を探して欲しいと依頼する。
カタリナ
声：望月けい
コンラッドの婚約者。トロックメア崩壊の際に行方不明になる。実は海に投げ出された際に幸運にも外洋船に助けられていたが、その時のショックで記憶を無くし、保護されたマーキュリアの民家で抜け殻のように過ごしていた。スウォーブの協力を得てマーキュレイ国内を捜索していたイライザに発見され、コンラッドと再会した事で記憶を取り戻す。
アレク
ランプラスト島に攻め込んだ占領軍の軍師。火炎放射器といった古代兵器を実戦投入する作戦を立案・実行する。前例の無い戦術を立案した事から「英雄アレクザンデールの再来」という声もある。
元々はデュルクハイム国軍の研究員であったが、自分に比べてあらゆる面に勝るルーミスに比べて成果を出せず、コンプレックスを膨らませる。そして、デュルクハイム国軍から古代兵器などの重要物資を持ち出し脱走。軍より指名手配されるも国外脱出を果たし、某国軍の軍師となる。そして、ランプラスト島占領軍に加わるも、ディクセン率いるアルテン・シュヴァルト傭兵団に自分の作戦を妨害され、最後には古代兵器輸送部隊を襲撃したクレヴァニールと刃を交え、戦死した。
グラフィックは前作に登場したケネス・レイモンの色違いである。

### 侵蝕者
ヴェスター
声：松山鷹志
デュルクハイム少将ルードヴィッヒの協力者として近付き、召喚術を広める謎の男。30歳。身長 182cm。脚本家を自称し、各国に肩入れしては召喚術や様々な技術を提供し、更にはクレヴァニールたちを駒と呼ぶ、気障で嫌味で傲慢な性格。レジーナやディクセンを殺害し、過去にはクレヴァニールの故郷を滅ぼすなど、物語の裏で暗躍する。見たこともない魔法を使用し、遠見を見破るなどおよそ人間らしからぬ力を持っている。
正体は、クレヴァニール達が住んでいる世界とは違う世界からやってきた侵蝕者。そして、未来に於いて世界を滅ぼした張本人。本体は実体を持たない「闇」そのものであり、物語中で見せる人や魔物の姿はあくまで仮のものである。こちらの世界に現出している「ヴェスター」は本体の力のごく一部に過ぎないため、召喚術の行使によって異世界への門をより大きくし、自身を完全に現出させる、というのが彼の目的であり、そのために人間に召喚術を広めたり、自身の正体に連なる情報を排除するなど、物語の影で暗躍する。
闇の状態では物理的な干渉は一切通用せず、闇に巻かれた生物は生命力を吸われて死んでしまう、というまさしく無敵の存在である。シュタイマン博士が開発した「闇封じのメダリオン」を使用すれば強制的に実体 (人や魔物の姿) に固定させられるが、メダリオンが通用するのはヴェスターの力が弱いときだけであり、未来においては異世界の門が開ききりヴェスターの本体の侵攻を許してしまったため、未来世界はなすすべも無く滅ぼされてしまった。使の記憶やシュタイマン博士の記録からこれらの事実を知ったクレヴァニール達は、まず召喚術を排除して闇の流入を防ぎ、その隙に魔法消去装置を使って完全に異界との繋がりを断って闇の侵蝕を阻止する作戦に出る。
しかしアイゼンヴァント山頂上にて魔法消去装置を使用しようとするクレヴァニールたちの前に闇そのものであるヴェスター自身が現れ、戦いを挑んでくる。劣勢になると闇と化してクレヴァニール達を飲み込もうとしたが、メダリオンを使われた事で姿を維持できなくなり、巨大な魔物「侵蝕者ヴェスター」へと変貌。それまでの余裕の態度を乱し、怒りを以ってクレヴァニール達に襲い掛かるも討たれ消え去った。しかし異界の闇そのものが無くなった訳ではない為、異界に繋がる魔法を消去しなければいずれはまた闇として世界に侵蝕してしまう。
本作の最終ボス。一連の事件の黒幕ではあるが、脚本家を自称する通り人間達を駒として操る事を楽しみ、自ら舞台に上がる事を好まない為、直接主人公達の前に現れることは少なく、最終局面で正体を明かすまで謎の存在として暗躍していた。
PSP版ではメリーヌ、シンシア、死翼傭兵団団長と言った配下に命じて直接的な行動に出る事が多く、クレヴァニール達にも明確に諸悪の根源として認識される。戦争終結後はデュルクハイム軍に研究・開発させた曲射召喚砲によって各地にモンスターを召喚し、自ら世界を危機に陥れる。クレヴァニール達がアイゼンヴァント山に乗り込んで来ると、侵蝕者形態となって襲い来るが、追い詰められ、魔法消去装置で異界に押し返されそうになるとクレヴァニール達をも道連れにし、異界へと引き摺り込んでしまう。そのまま闇としてクレヴァニール達を取り込もうとするも、クレヴァニールが真のエンジェリック・チャイルドの力を発動した事で闇を押し返され、死神のような禍々しい本体「異界の闇ヴェスター」となり、異界を舞台に最後の決戦を演じた末に敗北。全ての元凶たる闇ごと完全に消滅した。
死翼傭兵団団長
声：金光宣明
略奪や虐殺を好み、悪名高き傭兵集団として名を馳せる、死翼傭兵団の団長。ドクロを模した兜をかぶっているため、素顔は不明。イグレジアスによって雇われ、劣勢だった戦況を盛り返すが、バウアー率いる傭兵団と交戦。バウアーとの一騎討ちで敗北し、死亡したように思えたが突如として姿を消してしまう。
その正体は明確には語られないが、ラストバトルではヴェスターの配下として登場し、ヴェスターの支配する世界を賞賛しながらその障害となるクレヴァニール達に襲い掛かる。倒すと「ヴェスター様がいる限り我は不滅なり」と言い残して消滅する。
PSP版では最終決戦以前にも二度に渡ってボスキャラとして登場する。バウアーとの戦いで姿を消した後はモンスターと共にマーキュレイ付近までメリーヌを追い掛けていた所をクレヴァニール達と遭遇し、敗走。その後はマグナスとパメラを追っていた所を再びクレヴァニール達に倒される。しかし「ヴェスターがいる限り不滅」の言葉通り、最終決戦にて復活し、シンシアと共に三度クレヴァニール達の前に立ち塞がる。
『Return』の『SENSHI』にも登場するが、そちらは兜と死翼傭兵団団長の名を受け継いだ別人で、先代同様にバウアーに倒される。
寄生生命体
声：永田亮子
ヴェスターの配下であり、レジーナの心臓として彼女の肉体に取り付いたモンスター。異界の生命体で本体にそれほどの力はないが、死体に取り付いて自由に肉体を操ることができる。その際、死んでいた人物は一時的に蘇るが、肉体の主導権も精神もこのモンスターにより徐々に侵食されていく。レジーナの傷口から覗かせる姿は眼球そのものである。
精神干渉術に成功した場合は意識を消去され、以降はレジーナの心臓の代わりになる。しかし魔法生物故に魔法が消えれば同時に消えて無くなってしまう為、そうなればレジーナも命を落としてしまう。ホムンクルス製造装置で心臓移植を行なった場合でも、除去は難しかったため、魔法消去まではレジーナの体内に残ることになる。精神干渉術を行なわなかったり失敗した場合は最後までレジーナの体を乗っ取り、最期はラストバトルでレジーナ諸共討たれる。
シンシア
声：平田宏美
PSP版追加キャラクター。メリーヌの双子の姉。外見年齢は12歳。メリーヌの手綱を握る口数の少ない少女で、妹とは対照的に冷静で礼儀正しい。彼女もまたマギー達と同じ村出身の同年代の友達であり、15年前からヴェスターに洗脳されている。実年齢もメリーヌと同じ27歳。自分のせいで両親が死んだと思っており、両親を生き返らせるという言葉を信じてヴェスターに従っている。メリーヌが離反した後もヴェスター配下として行動し、最後はアイゼンヴァント山の戦いで曲射召喚砲を守るべく戦うもクレヴァニール達に敗北し、説得を受けて抵抗をやめた。ヴェスターが倒された後は心身が正常化したのか無事に生還する。
デュルクハイムルートでも同じ展開で戦うが、メリーヌ自身に説得させない限り倒すとそのまま台詞も無く死亡する。生存させた場合は戦後の祝賀パーティーでメリーヌとパメラに可愛がられている様子が見られる。旧ルートでは天使討伐後は出番は無く、最終決戦にも登場しない。
立ち絵のある女性キャラクターで唯一攻略不可能だが、メリーヌとペアのエンディングは存在する。

## キーワード
ノイエヴァール大陸
本作の舞台。2000年前には高度な古代文明が栄えていたが人類滅亡の危機に直面し、当時の文明や国家は壊滅した。その後、英雄アレクサンデールによる大陸統一を経て、現在では4ヵ国が存在する。当初はイグレジアスとデュルクハイムのみが戦闘状態にあったが、ストーリーが進むにつれて他国も参戦し、やがて大陸全土が戦火に晒されていく。
最終的にはマーキュレイ・オーディネル連合が戦勝国となるが、指導者であるアリシアとクリストファーの意向により、他国を支配する事は無く民主制と王政を折衷した新たな政治体系を構築。マーキュレイ、オーディネル、ヴァルカニア、デュルクハイム、イグレジアスを国ではなくそれぞれ自治権を持つ「州」とする五州制となり、ノイエヴァール大陸自体が一つの連邦国家となった。
マーキュレイ王国
ノイエヴァール大陸南部の温暖な地域を国土とする王制国家。首都はマーキュリア。一年を通じて温暖で豊かな土地を持つが、国土面積は周辺の大国に挟まれている関係で狭く、人口も少ない。そのため軍事力は小さく、現在は隣国ヴァルカニアに「治安保護支度金」と称した税金を支払うことで不足分を補うという事実上の従属同盟を結んでいる。
ヴァルカニア王国
ノイエヴァール大陸東部を国土とする王制国家。首都はキルグリッドだが本編中に行くことは出来ない。長い歴史と優雅な文化を誇る大国で、デュルクハイムとも拮抗するレベルの強大な軍事力を有する。特に、1人で100人とも戦えるほどの力を持つロイヤル・ガードを要しており、有事の際には彼らが最前線にて剣や采配を振る。
オーディネル
ヴァルカニアとマーキュレイの国境付近に位置する都市。ヴァルカニアの名門貴族オーディネル家が代々領主を務めている。ヴァルカニアの領土であったが、後に自治領として独立する。
デュルクハイム国
ノイエヴァール大陸西部を国土とする、大陸諸国では唯一の民主制国家。首都はデュルケンだがキルグリッド同様行く機会は無い。国家元首である大統領を国民の総選挙によって選ぶシステムを有する。そのため、国民の政治や国防に対する意識は高い。ただその反面、周辺諸国との戦乱を幾度も潜り抜けていくうちに「言うことを聞かない相手は、武力で脅せばいい」という精神が国民に浸透している。
イグレジアス王国
ノイエヴァール大陸最北部を国土とする王制国家。首都はイスケンドロス。国土の大半が雪に覆われた寒冷地であり、農作物の生産量はリンゴなどの例外を除いて少ない。そのため、豊かな土地を求めてデュルクハイムへと侵攻し、戦争状態になっている。ゲーム中に行けるのはイライザの故郷であるファンデルシアとその付近のみである。
ランプラスト島
本作序盤の舞台となる島。マーキュレイの南に位置する。元はのどかな島であったが、金鉱の発見によって複数の勢力が島を占拠しようと侵攻し、戦場となっている。
魔法
魔法がごく当たり前に存在したIからIIIまでと異なり、今作において魔法は2000年前の古代文明に存在し、現在では伝説やおとぎ話の中で出てくるものである。しかし、デュルクハイムやヴァルカニアではそれぞれ極秘裏に魔法の研究が行われ、攻撃魔法専門の魔導兵と回復魔法専門の僧兵（ヒーラー）が新たに軍に組み込まれた。魔法の素質を持つ者や、訓練で魔法を体得した者は使い魔を見ることが出来る。大気中の魔素（前作までのグローシュ）を消費して放つ。魔素とは「マナ」とも「まそ」とも読める。
最終的には召喚術を二度と使用出来ないようにすべく、魔法消去装置によって全ての魔素を異界に送り返した事で、この世界では魔法は一切使用できなくなった。同時に魔法技術の産物である使い魔やエンジェリック・チャイルドは関連する記憶ごとこの世界から消滅した。PSP版新ルートではヴェスターを異界に押し戻す為に魔法消去装置を使ってしまうが、禍の根源であったヴェスターが闇ごと完全に消滅した事で世界は救われ、魔法を消す必要も無くなった。
リング=ウェポン
『II』より登場している、装備者が強く念じることでその者を象徴した武器に変わるリング。本作は前作までとは別次元の世界であるため、ある国の研究機関が開発した武器ということになっている。装備者の危機感知能力がリングを武器に変えると言われ、慣れればいつでも出せるようになる。リング=ウェポンに比べると普通の武器は重く扱いにくいとされる。前作までと異なり100人に一人というような資質は必要ないが、人によって武器が全く異なる上、任意で形状を選ぶことが出来ないため、使い慣れた武器や希望の武器になるとは限らず、木槌のような実戦向きではない武器が出てしまう人もいる。
このアイテムもまた魔素によって機能しているため、魔法消去後には全く使用できないが『Return』のように、グローシュ（魔素）の溢れる世界に行けば再び使用することが出来る。
魔石
前作までの精霊石にあたる石。魔法を発見した各国の研究機関が開発したもので、リング=ウェポンに装備する事で魔法が使用可能になる。精霊石同様、それぞれの魔石の持つ特性を宿すことも可能で、今作では特技や魔法の習得にも使用する。
『Return』では『III』の世界にてクレヴァニールが魔石を換金するシーンがあるが、それによると精霊石と魔石は同一の物であるという。
使い魔
魔法技術によって生み出された人工生命体。人型の「ドール」、獣型の「ペット」、その他の「アザーズ」に分類されるが、ゲーム中に登場するのはドールタイプだけである。生身の肉体は持たず、アストラル体という魔法エネルギーによって構成される。その為、魔法を習得しているか、或いは高い魔法素質を持つ人間以外は姿を見る事も声を聞く事もできない。最初は卵の状態だが、ドールハウスという保育装置を用いて孵化させる事で誕生する。また、ドールハウスを用いて能力の強化が可能。孵化の過程でマスターとなる人間の一部（髪の毛、爪、血など）を投入する為、マスターとは意識的に繋がる一心同体の存在となり、マスターの体調、記憶などは瞬時に共有できる（マスターが知られたくないと思っている秘密などは解らない）。食事は出来ないが睡眠は可能のようで、作中でも寝ている描写がある。D-TP型によると、意識が芽生えた時には既に卵は割れており、自分で中から割った訳ではないとの事。
物理的な攻撃を受けると体を構成するエネルギーが減少し、ダメージが大きいとドールハウスで長期間安静を余儀なくされたり、最悪消滅してしまう事も有り得る。消滅する際には「記憶の結晶」と呼ばれる結晶を残す。
召喚術
異界の魔物を召喚し、使役する魔法。元々は異界の魔素を取り込む「アウターゲート」という魔法を応用したもので、別次元の異界と繋がるゲートを開くことで魔物をこの世界に呼び寄せる。しかしこのゲートは術後も完全には塞がらず、召喚術を使えば使うほどその歪みは大きくなっていく。そうなると召喚していない魔物までが世界に現れてしまう。作中のモンスターは召喚術の影響で異界より現れた魔物である。
未来ではこの事実に気付く頃にはゲートが開ききってしまい、異界の闇（ヴェスター）の本体が具現化したことで滅び去ってしまった。異界の侵略を防ぐには全てのゲートを塞いだ上で、全ての魔素を消し去って召喚術を永遠に使用不可にする必要がある。しかしゲートを閉じる方法はそのゲートを開いた召喚師が死ぬ事だけであり、世界を救うためには召喚師を全滅させなければならない。そのため、クレヴァニール達は召喚師を全員殺すと言う苦渋の決断を下さなければなかった。
PSP版新ルートではクレヴァニールの天使の力で召喚術の解約（＝同時にゲートも閉じる）が可能となり、必ずしも殺さずに済むようになった。その結果、ヴェスター自身が曲射召喚砲によって大陸中にモンスターを召喚するという暴挙に出た。
ルイン・チャイルド
古代遺跡にある冬眠装置で眠っていた子供。彼等は2000年前の古代文明の生き残りであるが、技術的な問題で冬眠装置が小型であったために歳幼く体の小さい子供だけが装置に対応していた。その結果、彼らは古代文明について詳しくなく、古代文明に関する情報収集は遺跡からの発掘物に頼っているが、一方で古代遺跡を閉ざしている扉を開けるには、彼らを扉に近づけさせる必要がある。
また彼らは魔法文明が今より発達していた時代に生まれたため、特に訓練を積まなくても使い魔を見ることが出来るなど魔法に関する才能を有する。2000年前、天使に攻撃を受けていた頃に大陸西岸部、つまりデュルクハイム一帯で子供達を大量にコールドスリープする計画が進められていたことが『Return』にて語られており、ルイン・チャイルドが眠る遺跡はデュルクハイム領内に集中している。
ヴァルカニアでも魔法や古代遺跡、そして天使の研究が進められていたが、ルイン・チャイルドを確保できなかった問題で古代遺跡の探索が進まず、研究が停滞していた。このためにラインファルツ基地の襲撃が計画され、ヴァレリーが拉致される。
一方デュルクハイムではルードヴィッヒの元ラインファルツ基地にて、ルイン・チャイルドを中心とする部隊を編成して魔法研究を行い、十分な結果を出す。だが、ルードヴィッヒはこれに満足せずカーギルと手を組み、ルイン・チャイルドに更なる力が眠っていないかどうかを人体実験で調べることを決定。結果ルイン・チャイルドの多くはヴァルカニアとの開戦に伴う転属と称して収容所に入れられ、拷問まがいの人体実験で多数の犠牲者を出した。そして、この事実を知ったルーミスから情報を受けたレムスによって彼らは救出され、トロックメアから海路で脱出するが、これまでの人体実験による体力の消耗で嵐の船旅に耐えられず、生き残ったのはクレヴァニール、フレーネ、カルノス、そして船に乗らずトロックメアに潜伏すると決めたエレナだけであった。
エンジェリック・チャイルド
天使を倒すための改造手術を受けたルイン・チャイルド。クレヴァニール、ブリュンティール、フレーネの三人が該当する。ユリエルの魂を分解して被験者に移植したもので、謂わば人間と天使の融合体である。天使の放つアストラル波とは相対する負のアストラル波を放ち、これにより天使が纏うアストラル波の力場を中和することが可能。しかし全ての力を解放すると肉体はその負荷に耐え切れず、使用者は死亡してしまう。覚醒すると背中に翼が現れるのも特徴で、最初のみ背中から翼ではなく血が噴き出す（ただし、出血多量死を起こすほどの血が噴き出しても気絶しただけで済んだため、実際の肉体には大した影響は無いと思われる）。天使の魂と融合している為、天使の存在そのものを消す魔法消去装置の使用は同じく消滅を意味する。
劇中ではブリュンティールがフレーネからアストラルパワーを抜き出したり、クレヴァニールに送り込んだりする。しかしこれは彼が独自の研究で発見した方法であり、通常は不可能とされることがPSP版で明らかになった。アキエル戦にてフレーネはアストラルパワーを抜き取られた事でほぼ普通の人間と変わらなくなり、魔法消去の際には一時的に忘れられただけで無事だったが、クレヴァニールは時空の狭間に飛ばされてしまい、本来であればそのまま消滅する所だった（その際の経緯はグローランサーIV Returnを参照）。
PS2版ではアキエル戦以降は特にその力を要する局面は無く、ただ一人アストラルパワーを持つクレヴァニールが力を発揮する事も無かったが、PSP版ではブリュンティールが自身とフレーネのアストラルパワーをクレヴァニールに託すシーンが追加されており、三人分のアストラルパワーを宿したクレヴァニールは召喚術の解約やヴェスター本体をも抑え込むと言った本来意図されたものではない新たな力を得る事になる。
魔動砲
魔法技術によって生み出された大砲。内蔵された機械によってエネルギーを魔法に変換して撃ち出すもので（マギー曰く「魔法の詠唱を機械にさせるようなもの」）、人間が抱えて撃つ小型のものでも城壁を破壊できるほど、人間よりも大きい大型のものになると山をも吹き飛ばしてしまうほどの威力を誇る。しかし召喚術を応用しているため、例え小型のものでも発射によって周囲にモンスターが召喚されてしまうリスクも伴う。大型魔道砲は召喚師の術によって稼働するが、予備動力があれば召喚師が全滅させられても発射する事も可能。機械仕掛けの召喚師とも言える兵器であるため、召喚術消去の為には破壊は必須事項である。
作中ではクレヴァニール達が遺跡で発見した小型魔道砲はマギーによって修理・使用され、レプリカ天使を地に墜としたが、周囲にモンスターを出現させてしまい、最後はアキエルに破壊された。大型魔道砲は発掘されたものをヴェスターの手引きによってヴァルカニア軍が復元し、デュルクハイム、オーディネルの双方に多大な被害を齎した。最後はクレヴァニールの剣で破壊され、エネルギーは魔法消去装置に利用された。
曲射召喚砲
PSP版にのみ登場。ヴェスターがデュルクハイム軍を利用して作らせたもう一基の魔動砲で、アイゼンヴァント山に設置されている。標的を破壊する目的ではなく、召喚術を込めた特殊なクリスタルを撃ち出す。クリスタルは着弾後、破壊されない限りモンスターを召喚し続けてしまう。新ルート、デュルクハイムルートでは完成前に終戦を迎えたが、終戦後にヴェスターの手によって完成され、世界に向けて二発放たれる。しかし実はそれは召喚したモンスターに街を襲わせる目的ではなく、着弾点二ヵ所に不安定な力場を生み、着弾点とアイゼンヴァント山の曲射召喚砲を三角形に結び、頂点にある曲射召喚砲を暴発させる事で異界へと通じる巨大な穴を開ける事であった。最後はクレヴァニール達の協力を得たルーミスによって解体される。
旧ルートでは未完成のままでヴェスターに使用される事もなく、アイゼンヴァント山でブルーシートを掛けられている状態を発見するのみ。
時間超越術
時を超え、過去や未来と言った異なる時間軸へと移動する技術。時空の壁に隔てられて行き来が出来ない別世界への移動を可能とする召喚術を応用し、些細な事柄の変化によって無限に分岐していく歴史の異なる時空間へ干渉する事で擬似的に時間を跳躍する。仮に過去を変えたとしても、そこから続く異なる未来への分岐が生まれる（パラレルワールドとなる）だけなので、元の時間軸への影響は無くタイムパラドックスが起きる事も無い。未来世界でもまだ研究中の技術であり、「闇」に滅ぼされる時点ではまだアストラル体しか時間を超える事はできなかった。その為、未来世界の使い魔である天使だけが過去へとやってきた。
エクスクリシブロッド
希望の遺跡に隠されていたアイテム。起動する事により、周囲にアストラルパワーを阻害する反アストラル結界「ディアボロスの檻」を展開する。この中では天使は飛行能力を発揮出来なくなるが、一歩範囲外に出てしまえば無意味であるため、天使を倒す為には有効範囲内におびき寄せた上で展開し、その場で倒してしまう他無い。
アキエル戦で使用され、PS2版では壊れてしまうが、PSP版では無事であったものをクレヴァニールが回収する。後にブリュンティールの研究資料を基に、パメラとマギーによって逆にアストラルパワーを増幅させる機能を持つ「エクスロッド改」へと改造される。これによってアストラル体である使い魔のサポートが受けられ、クレヴァニールと共に使い魔の力も増し、負担を掛ける事なく召喚術解約が可能となった。
魔法消去装置
この世界から全ての魔素を消滅させる事で魔法を永遠に使用不可にする機械。アキエルの記憶を基に魔道砲の設計図とエネルギーを応用してマギーが開発した。世界中の魔素を「気」に乗せて集め、異界へと送り返す性質上、「気」を最も集められる場所で使用しなければ効果は無い。しかし天使の存在を媒介として作用するため、使用して全ての魔素を消滅させると天使が存在した事実すらも消えてしまう。元々、天使は未来の真実と共にこの技術を人間に提供する事で、人間が自ら魔法を捨てるという望みを抱いていた事もあったが、人間は聞く耳を持たず、挙句はユリエルが齎した魔法消去装置の技術を転用して魔道砲を開発してしまった為、アキエルが人間に絶望する要因となってしまう。
闇封じのメダリオン
未来世界で開発されたメダリオンで、異界の闇を抑え込み、実体化させて物理的に撃破可能にする機能を持つ。しかし効果には限度があり、未来世界で完全に具現化した闇（ヴェスター）の本体には通用しなかった。過去に飛んだアキエルとユリエルが二つに分けて所持しており、ユリエルのものは捕縛された際に人間の手に渡り、2000年後にはクレヴァニールの眠っていた希望の遺跡に置かれたまま、成長したクレヴァニール自身が手に取るまで放置されていた。その後、重要性に気付いていたルードヴィッヒに奪われ、最終的に彼の死後にクレヴァニールの手に戻る。アキエルの物は彼を倒した際にクレヴァニールの手に渡る。最終決戦では二つを重ね合わせる事で効力を発揮し、闇本体になろうとしたヴェスターを不完全な「侵蝕者ヴェスター」の姿へと固着させた。
PSP版新ルートでは二つに分けられた状態でもある程度は効果がある事が判明し、バルトリック砦での戦いで使用するとヴェスターの力が僅かに弱まり、通常なら即死していたアルフォンスは一命を取り留める。
メルキュースの託宣
200年前にマーキュレイ建国に尽力したとされる人魚「メルキュース」が残した予言書。未来に起こる出来事が書き連ねられており、その何れもが的中している。小国であるマーキュレイが他国に滅ぼされる事無く現在まで存続できたのはこの託宣による所が大きい。しかし最後のページに記された予言は天使の到来と、それと時を同じくして王族の双子が倒れ、マーキュレイが滅びるというものであった。これを危惧した先王のレイニッシュは双子の片割れであるレムスを連れて城を旅立っていた。最終的には五州制となった事でマーキュレイは国家としては解体される結果となった為、危惧されたような形ではないが託宣は現実のものとなった。
実はメルキュースの正体は三国大陸（『I』『II』の舞台）出身のグローシアンであり、時空干渉能力の持ち主であった事が『Return』で明かされる。

## 主題歌
- オープニングテーマ
  - 『Before The Daylight』

作詞:濱田智之 作曲:濱田智之 編曲:幡手康隆 歌:牧島有希
- エンディングテーマ
  - 『Your Memories -セピア色の想い出達-』

作詞:濱田智之 作曲:濱田智之 編曲:濱田智之 歌:牧島有希

## オーバーリローデッド 主題歌
- オープニングテーマ
  - 『GIFT ~君の元へ~』

作詞:葉月陽 作曲:小塚良太 編曲:小西利樹 歌:久保田薫
- エンディングテーマ
  - 『Pray ~永遠への軌跡~』

作詞:葉月陽 作曲:小塚良太 編曲:小西利樹 歌:久保田薫

## スタッフ
- プロデューサー:高田慎二郎
- キャラクターデザイン:うるし原智志
- シナリオ:葉月陽

## メディアミックス

### 漫画版
- 『グローランサーIV 〜Wayfarer of the time〜』

月刊Gファンタジーにて2003年10月号から2004年9月号まで連載された。著者は式部玲。単行本は全1巻。登場人物や設定は原作に準じているが、ストーリーはほぼ別物で、打ち切りのためか中途半端なところで物語が完結している。

### 小説版
- 『グローランサーIV 〜Wayfarer of the time〜 乱雲の剣』

ファミ通文庫より発刊された。著者は岡崎いずみ。本編の後日談を描くストーリーだが、本編との矛盾点も散見される。フレーネがクレヴァニールの恋人として登場するため、フレーネエンドの続きを想定している事が分かる。
- 『グローランサーIV 〜Wayfarer of the time〜』

電撃文庫より発刊された。著者は天羽沙夜。物語をヴァレリーの視点から描く。しかし内容は本編とは大きく異なる。

## OVA
『グローランサー〜新たなる伝説〜』

## 関連商品
- グローランサー -伝説の遺産-
- グローランサー デジタルアクセサリー -英雄の帰還-
- グローランサーIV -Wayfarer of the time- デジタルアクセサリー -天使の記憶-
- グローランサーI･II･III デスクトップアクセサリー